# Meung-sur-Loire
Pour les articles homonymes, voir MSL.
Meung-sur-Loire (/mœ̃ syʁ lwaʁ/) est une commune française située dans le département du Loiret en région Centre-Val de Loire.
Ses habitants sont appelés les Magdunois.

## Géographie

Représentations cartographiques de la commune
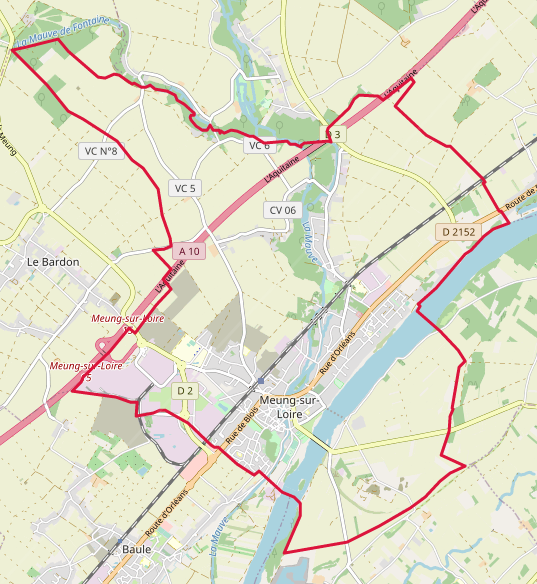
Carte OpenStreetMap.
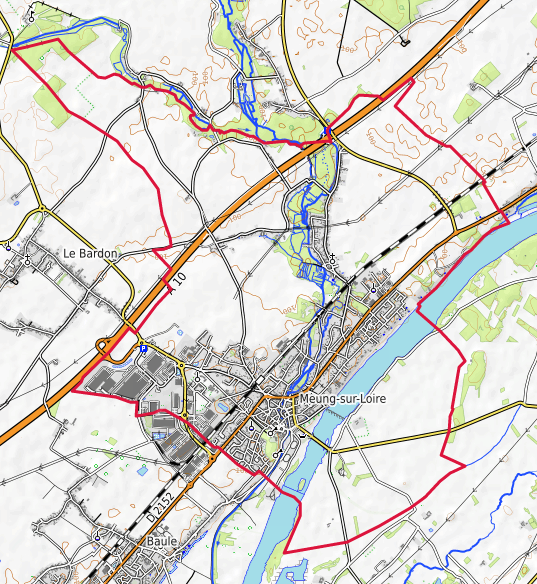
Carte topographique.

### Localisation
La commune de Meung-sur-Loire se trouve à l'extrémité ouest du département du Loiret, dans la région agricole du Val de Loire et l'aire d'attraction d'Orléans.  À vol d'oiseau, elle se situe à 18,1 km  d'Orléans, préfecture du département.
Les communes les plus proches sont : Baule (2,5 km), Dry (3,5 km), Le Bardon (3,6 km), Cléry-Saint-André (4,6 km), Messas (4,9 km), Saint-Ay (5,8 km), Lailly-en-Val (6,1 km), Beaugency (7,2 km), Huisseau-sur-Mauves (7,2 km) et Villorceau (7,7 km).

### Communes limitrophes
Les communes limitrophes sont Huisseau-sur-Mauves, Baccon, Le Bardon, Baule, Dry, Mareau-aux-Prés et Saint-Ay.
- Traversée de Meung via la D 2152.

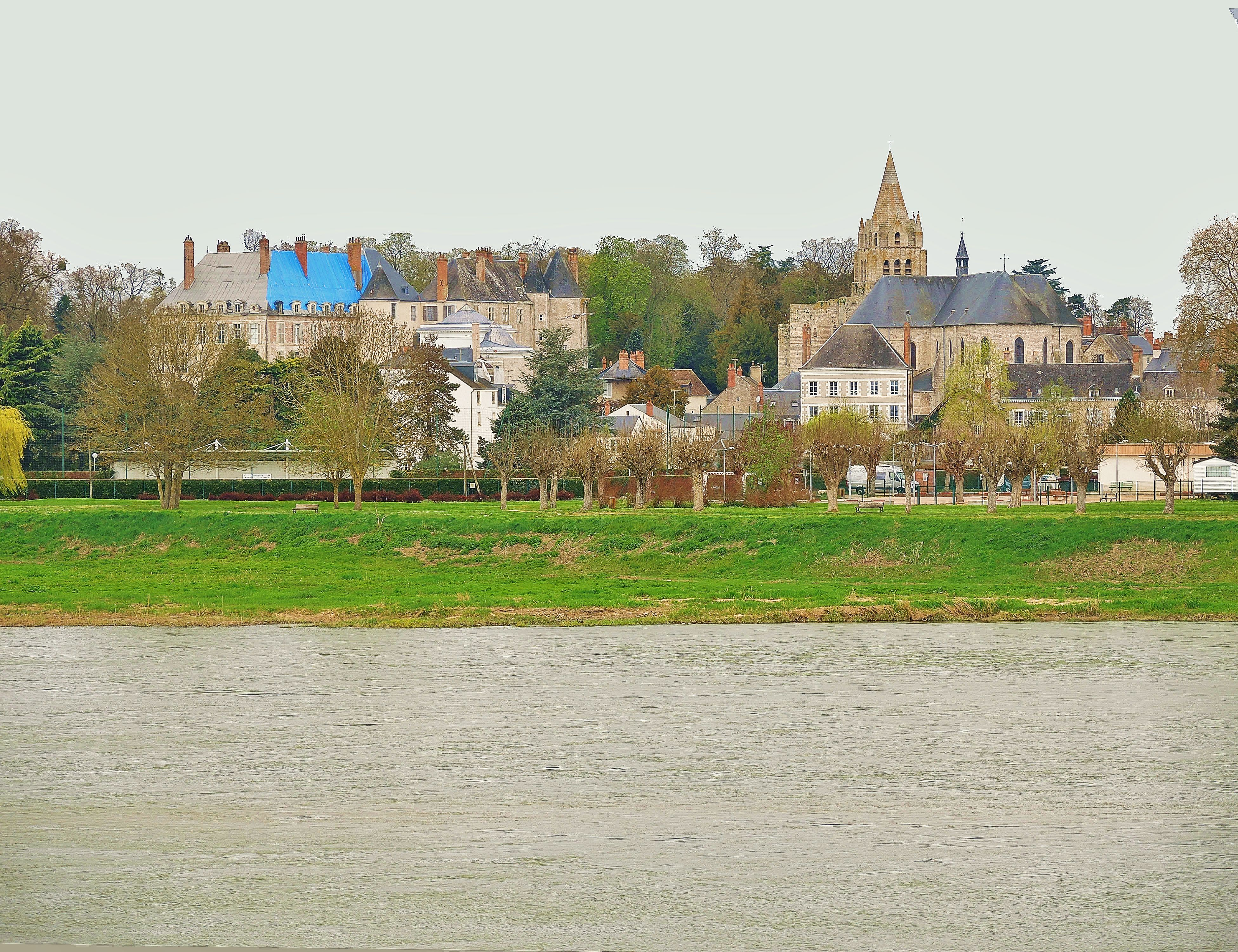
Panorama.
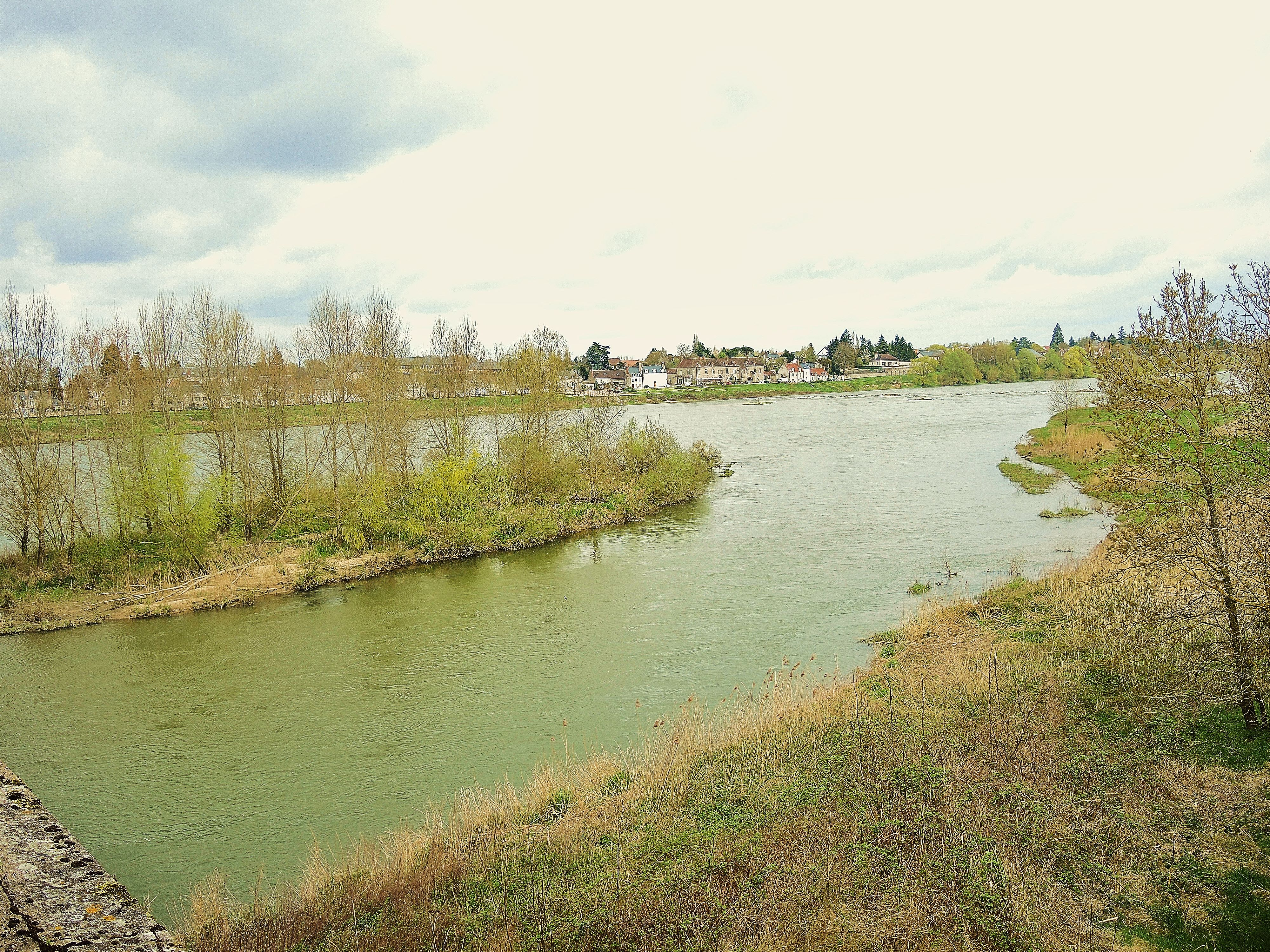
Panorama sur la Loire, depuis la rive Est.

### Géologie et relief

#### Géologie
La commune se situe dans le sud du Bassin parisien, le plus grand des trois bassins sédimentaires français. Cette vaste dépression, occupée dans le passé par des mers peu profondes et des lacs, a été comblée, au fur et à mesure que son socle s’affaissait, par des sables et des argiles, issus de l’érosion des reliefs alentour, ainsi que des calcaires d’origine biologique, formant ainsi une succession de couches géologiques.
Les couches affleurantes sur le territoire communal sont constituées de formations superficielles du Quaternaire et de roches sédimentaires datant du Cénozoïque, l'ère géologique la plus récente sur l'échelle des temps géologiques, débutant il y a 66 millions d'années. La formation la plus ancienne est du calcaire de Pithiviers remontant à l’époque Miocène de la période Néogène. La formation la plus récente est des alluvions récentes des lits mineurs remontant à l’époque Holocène de la période Quaternaire. Le descriptif de ces couches est détaillé dans  la feuille « n°397 - Beaugency » de la carte géologique au 1/50 000ème du département du Loiret, et sa notice associée.

Carte géologique de la commune.

|  | Fz : | alluvions récentes des lits mineurs, Holocène                                                     |
|  | FC : | alluvions et colluvions du fond des vallées secondaires, Holocène                                 |
|  | Fy : | alluvions récentes des levées et montilles de la Loire et des basses terrasses du Loing, Holocène |
|  | Fw : | alluvions de haute terrasse de la Loire, Pléistocène (Riss), terrasse +10 -15 m                   |

|  | qOE : | Limons et Loess, Quaternaire |

|  | m2MSO : | marnes et sables de l'Orléanais, Burdigalien |
|  | m1CPi : | calcaire de Pithiviers, Aquitanien           |

#### Relief
La superficie cadastrale de la commune publiée par l’Insee, qui sert de référence dans toutes les statistiques, est de 20,35 km2,. La superficie géographique, issue de la BD Topo, composante du Référentiel à grande échelle produit par l'IGN, est quant à elle de 20,73 km2. Son relief est relativement plat puisque la dénivelée maximale atteint 31 mètres. L'altitude du territoire varie entre 82 m et 113 m.

### Hydrographie

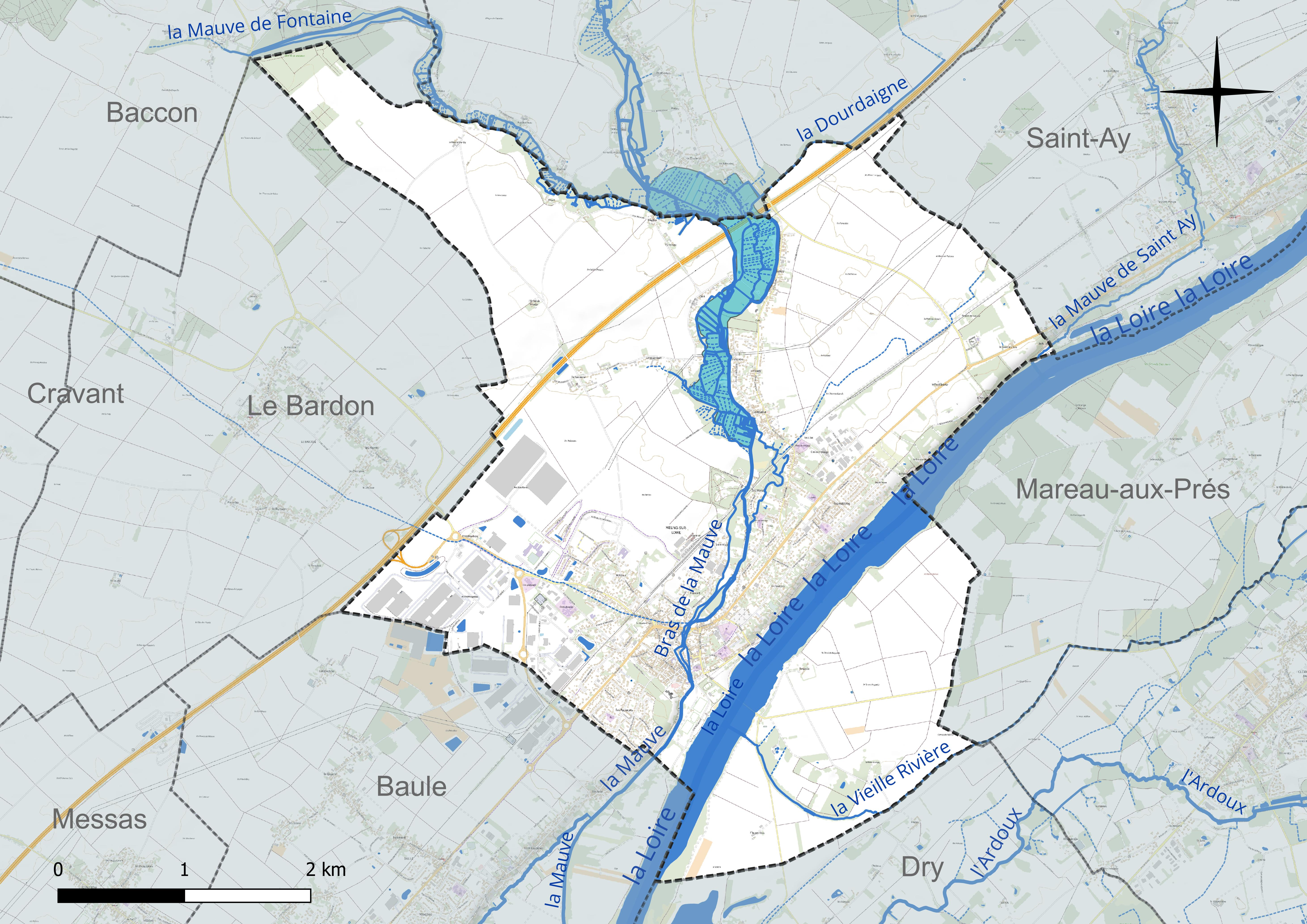
Réseau hydrographique de Meung-sur-Loire.

La commune est traversée par la Loire (3,327 km), du nord-est vers les sud-ouest, en frange sud de la zone urbanisée. Le réseau hydrographique communal, d'une longueur totale de 23,91 km, comprend deux autres cours d'eau notables, la Mauve de la Détourbe (4,774 km) et la Vieille Rivière (1,986 km), et divers petits cours d'eau dont la Dourdaigne (0,714 km), la Mauve de Fontaine (0,603 km), la Mauve de Saint Ay (0,152 km) et la Grande Évière.

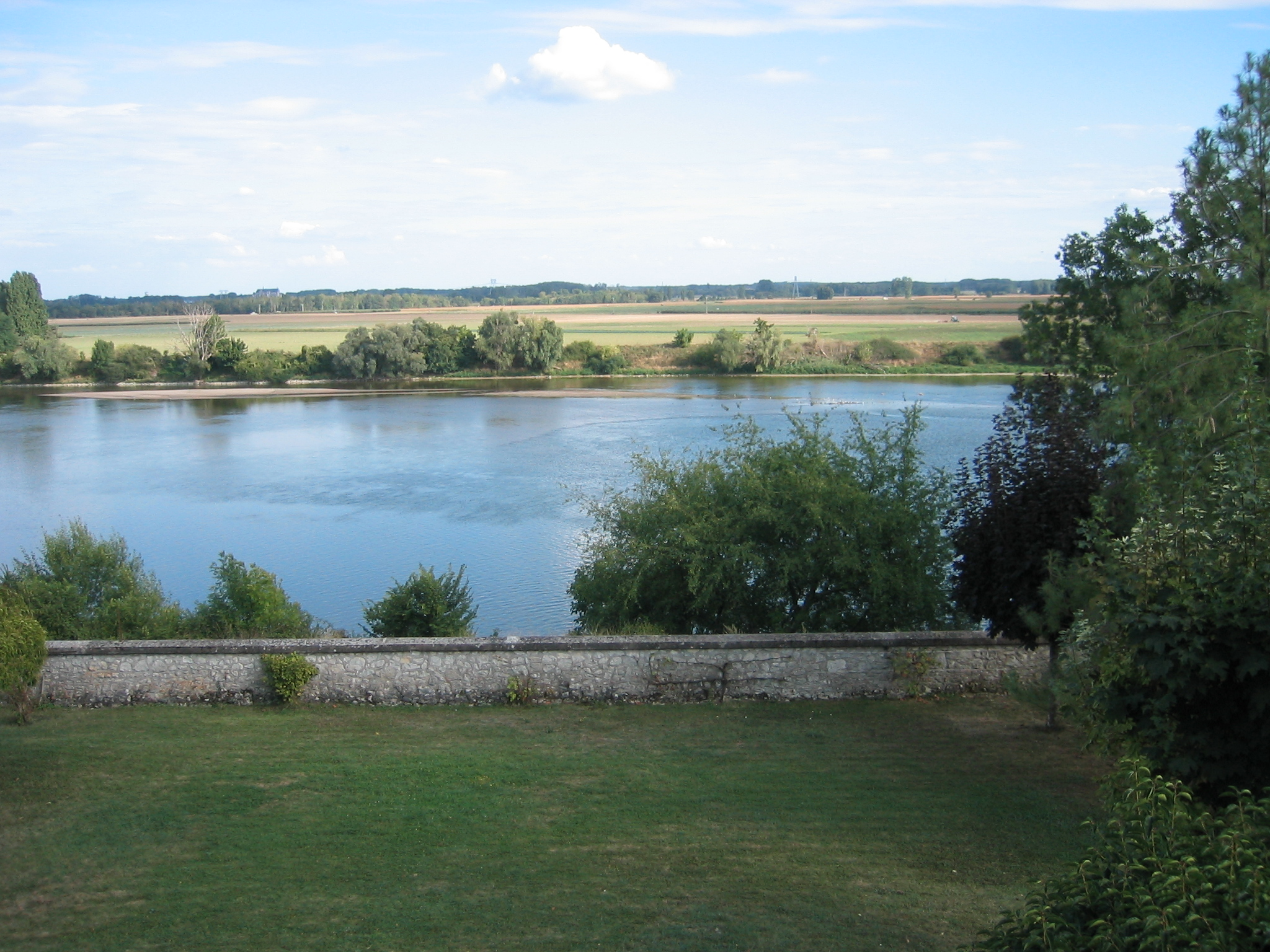
La Loire à Meung-sur-Loire.

Le cours de la Loire s’insère dans une large vallée qu’elle a façonnée peu à peu depuis des milliers d’années. Elle traverse le sud du département du Loiret depuis Beaulieu-sur-Loire jusqu'à Beaugency, avec un cours large et lent. La Loire présente des fluctuations saisonnières de débit assez marquées. La station hydrométrique la plus proche située en amont de la commune et servant de référence en cas de crue est celle d'Orléans, au droit du pont Royal. Le débit mensuel moyen (calculé sur 55 ans pour cette station) varie de 96,80 m3/s au mois d'août  à 600 m3/s au mois de février. La Loire connaît toutefois en cas d'intempéries exceptionnelles des pics de débits très importants, le maximum ayant été atteint sur cette station le 8 décembre 2003 avec 3 130 m3/s. Le débit maximal de la Loire calculé pour les crues maximales de 1856 ou 1866 est de l'ordre de 7 000 m3/s,. La hauteur maximale a été atteinte le 2 juin 1856 avec 7,10 m.Son débit est régulé par des barrages amont (Naussac en amont sur l’Allier et Villerest). Ces barrages interviennent pour le soutien d’étiage (débit minimum de 60 m3/s en étiage à Gien) et Villerest permet également d’écrêter les crues. La Loire est un cours d’eau domanial classé en deuxième catégorie piscicole. L'espèce biologique dominante est constituée essentiellement de poissons blancs (cyprinidés) et de carnassiers (brochet, sandre et perche). Depuis les années 1990 ce type de rivières est également peuplé de silures.
.

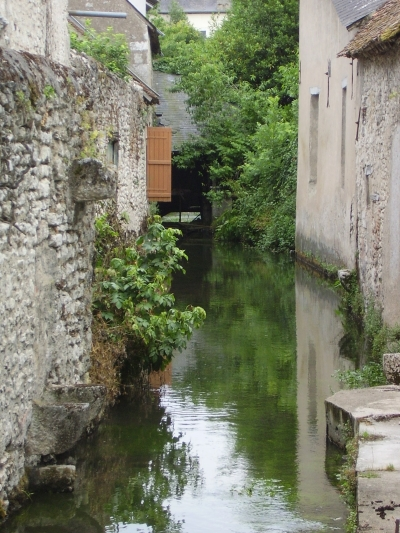
Mauve de Meung-sur-Loire.

La Mauve de la Détourbe, d'une longueur totale de 17,6 km, prend sa source dans la commune de Baccon et se jette  dans la Loire à Baule, en coulant du nord au sud et après avoir traversé 4 communes.
Ce cours d'eau est également classé dans la liste 1 au titre de l'article L. 214-17 du code de l'environnement sur le Bassin Loire-Bretagne. Ce classement est réservé aux  des cours d'eau qui sont en très bon état écologique, ou identifiés par les SDAGE des eaux comme jouant le rôle de réservoir biologique nécessaire au maintien ou à l'atteinte du bon état écologique des cours d'eau d'un bassin versant, ou dans lesquels une protection complète des poissons migrateurs est nécessaire. Aucune autorisation ou concession ne peut être accordée pour la construction de nouveaux ouvrages s'ils constituent un obstacle à la continuité écologique et le renouvellement de la concession ou de l'autorisation des ouvrages existants est subordonné à des prescriptions permettant de maintenir le très bon état écologique des eaux.
Dès le VIe siècle, les Mauves, dont les courants émanent des sources de la nappe phréatique de Beauce, ont été aménagés afin d'assainir les marécages. Le premier moulin de Meung-sur-Loire aurait été bâti sous l'impulsion du moine Liphard, retiré à Meung avec ses disciples. À partir du XIIe siècle, les premiers moulins hydrauliques apparaissent. Ils appartiennent alors aux seigneurs locaux ou à des communautés religieuses.  Dès 1585, les moulins à eau sont régis par une réglementation générale applicable à la rivière, qui est actualisée par une ordonnance royale de 1787, amendée en 1854, 1889 et 1890. Cette réglementation reste en vigueur jusqu'en 2013 où elle est remplacée par un arrêté du règlement d'eau des moulins du bassin des Mauves.
En 1970, Meung-sur-Loire était la commune française qui possédait le plus grand nombre de moulins à farine. En 2003, il restait deux minoteries en activité, la dernière s'arrêta en juin 2010. Aujourd'hui, parmi les trente-sept moulins encore visibles sur les Mauves, vingt-neuf sont localisés sur la commune de Meung-sur-Loire : Ardoise, Aunay (Grand et Petit), Basmont, Clan (Grand et Petit), Coutelet, Cropet, Deux Roues, Farou, Fontaine, Fort, Garance, Grand-Moulin, Grangeais, Grenouillère, Mabray, Marais, Massot, Neuf, Nivelle, Pantin, Poterne, Rateaux, Roudon, Rouge, Rousselet, Saint-Hilaire, Saint-Pierre,. Le moulin de Cropet est un exemple de moulin restauré et mis en valeur.
La Vieille Rivière, d'une longueur totale de 10,2 km, prend sa source dans la commune de Mareau-aux-Prés et se jette  dans la Loire à Meung-sur-Loire, après avoir traversé 4 communes.

### Climat
Pour des articles plus généraux, voir Climat du Centre-Val de Loire et Climat du Loiret.
En 2010, le climat de la commune est de type climat océanique dégradé des plaines du Centre et du Nord, selon une étude du CNRS s'appuyant sur une série de données couvrant la période 1971-2000. En 2020, Météo-France publie une typologie des climats de la France métropolitaine dans laquelle la commune est exposée à un climat océanique altéré et est dans la région climatique Moyenne vallée de la Loire, caractérisée par une bonne insolation (1 850 h/an) et un été peu pluvieux.
Pour la période 1971-2000, la température annuelle moyenne est de 11,1 °C, avec une amplitude thermique annuelle de 15,3 °C. Le cumul annuel moyen de précipitations est de 671 mm, avec 10,9 jours de précipitations en janvier et 7 jours en juillet. Pour la période 1991-2020, la température moyenne annuelle observée sur la station météorologique de Météo-France la plus proche, sur la commune de Ligny-le-Ribault à 17 km à vol d'oiseau, est de 11,6 °C et le cumul annuel moyen de précipitations est de 741,2 mm,. Pour l'avenir, les paramètres climatiques de la commune estimés pour 2050 selon différents scénarios d'émission de gaz à effet de serre sont consultables sur un site dédié publié par Météo-France en novembre 2022.

### Milieux naturels et biodiversité

#### Zones Natura 2000

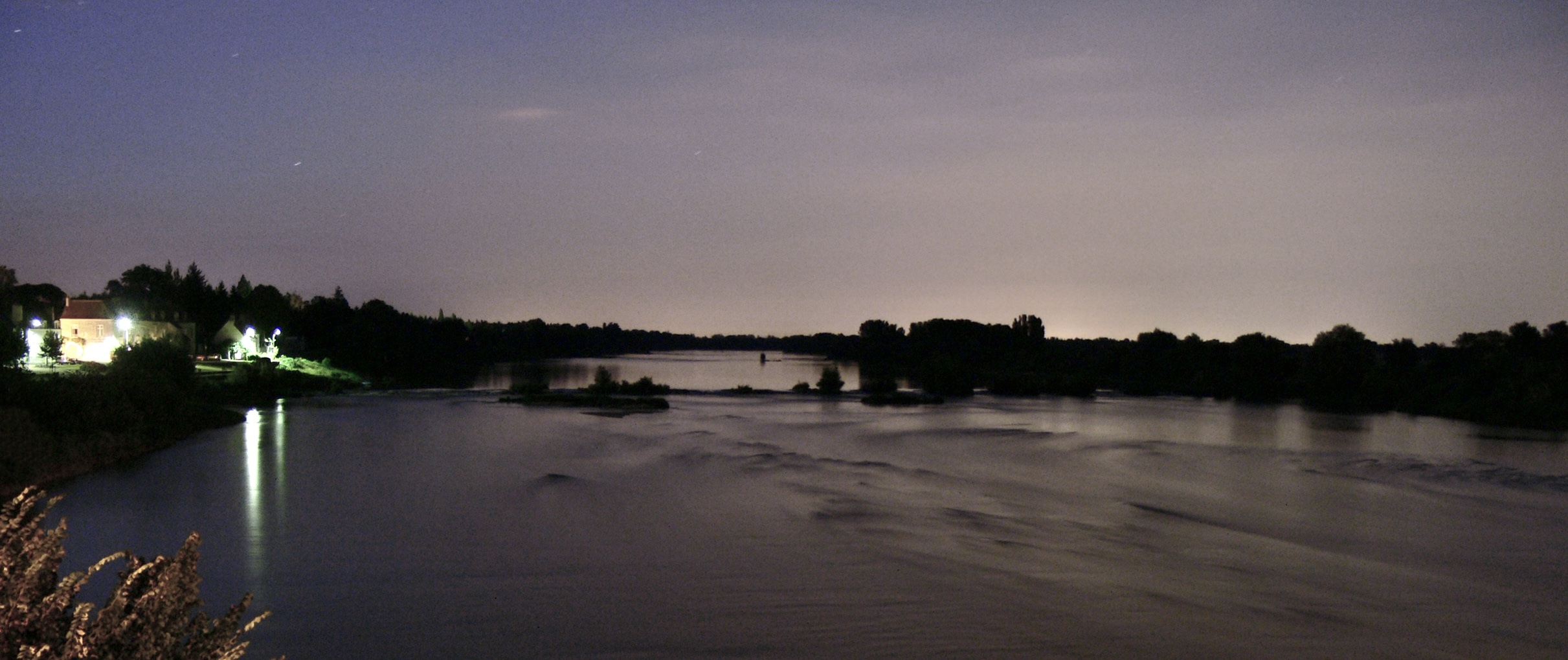
Halo lumineux de l'agglomération orléanaise située à près de 20 km en amont

Le réseau Natura 2000 est un réseau écologique européen de sites naturels d’intérêt écologique élaboré à partir des Directives « Habitats » et « Oiseaux ». Ce réseau est constitué de Zones Spéciales de Conservation (ZSC) et de Zones de Protection Spéciale (ZPS). Dans les zones de ce réseau, les États Membres s'engagent à maintenir dans un état de conservation favorable les types d'habitats et d'espèces concernés, par le biais de mesures réglementaires, administratives ou contractuelles. L'objectif est de promouvoir une gestion adaptée des habitats tout en tenant compte des exigences économiques, sociales et culturelles, ainsi que des particularités régionales et locales de chaque État Membre. les activités humaines ne sont pas interdites, dès lors que celles-ci ne remettent pas en cause significativement l’état de conservation favorable des habitats et des espèces concernés,.
Les sites Natura 2000 présents sur le territoire communal de Meungs-sur-Loire sont au nombre de deux.
| Numéro    | Type                         | Nom                                                 | Arrêté                   | Localisation                               |
| --------- | ---------------------------- | --------------------------------------------------- | ------------------------ | ------------------------------------------ |
| FR2400528 | SIC (Directive « Habitats ») | Vallée de la Loire de Tavers à Belleville-sur-Loire | Arrêté du 13 avril 2007. | Dans les parties est et sud de la commune. |
| FR2410017 | ZPS (Directive « Oiseaux »)  | Vallée de la Loire du Loiret                        | Arrêté du 4 mai 2007.    | Dans les parties est et sud de la commune. |

Le site de la « Vallée de la Loire de Tavers à Belleville-sur-Loire », d'une superficie de 7 120 ha, concerne 51 communes. La délimitation de ce site Natura 2000 est très proche de celle correspondant à la Directive Oiseaux. L'intérêt majeur du site repose sur les milieux ligériens liés à la dynamique du fleuve, qui hébergent de nombreuses espèces citées en annexe II de la directive Habitats.
Le site de la « Vallée de la Loire du Loiret » s'étend sur 7 684 ha et concerne la vallée de la Loire dans le Loiret. Cette ZPS se poursuit en amont et en aval sur les départements voisins. L'intérêt majeur du site repose sur les milieux et les espèces ligériens liés à la dynamique du fleuve. Ces milieux hébergent de nombreuses espèces citées en annexe I de la directive Oiseaux. Le site est caractérisé par la présence de colonies nicheuses de sternes naine et pierregarin et de mouette mélanocéphale. Des sites de pêche du Balbuzard pêcheur sont également présents. Le site est également lieu de reproduction du bihoreau gris, de l'aigrette garzette, de la bondrée apivore, du milan noir, de l'œdicnème criard, du martin-pêcheur, du pic noir, de la pie-grièche écorcheur.

Sélection de représentants de l'avifaune de la zone Natura 2000 « Vallée de la Loire du Loiret ».
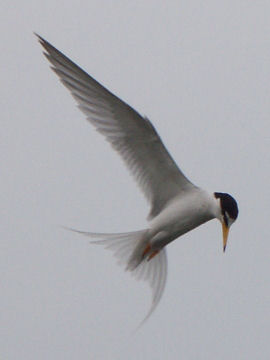
Sterne naine.
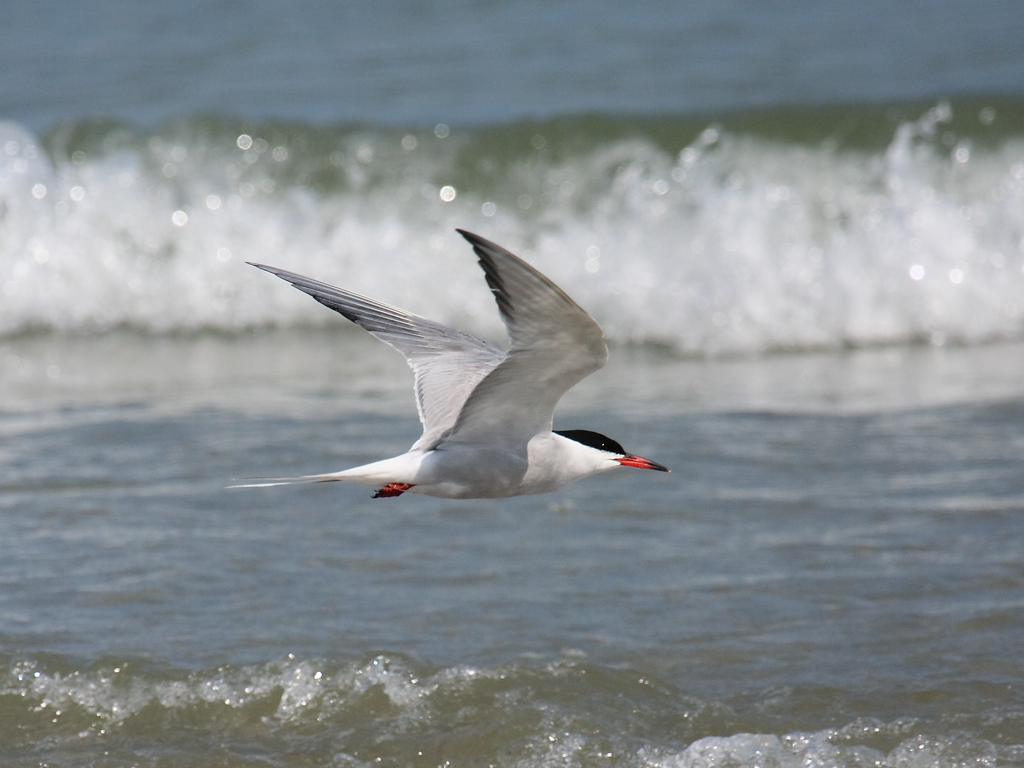
Sterne pierregarin.
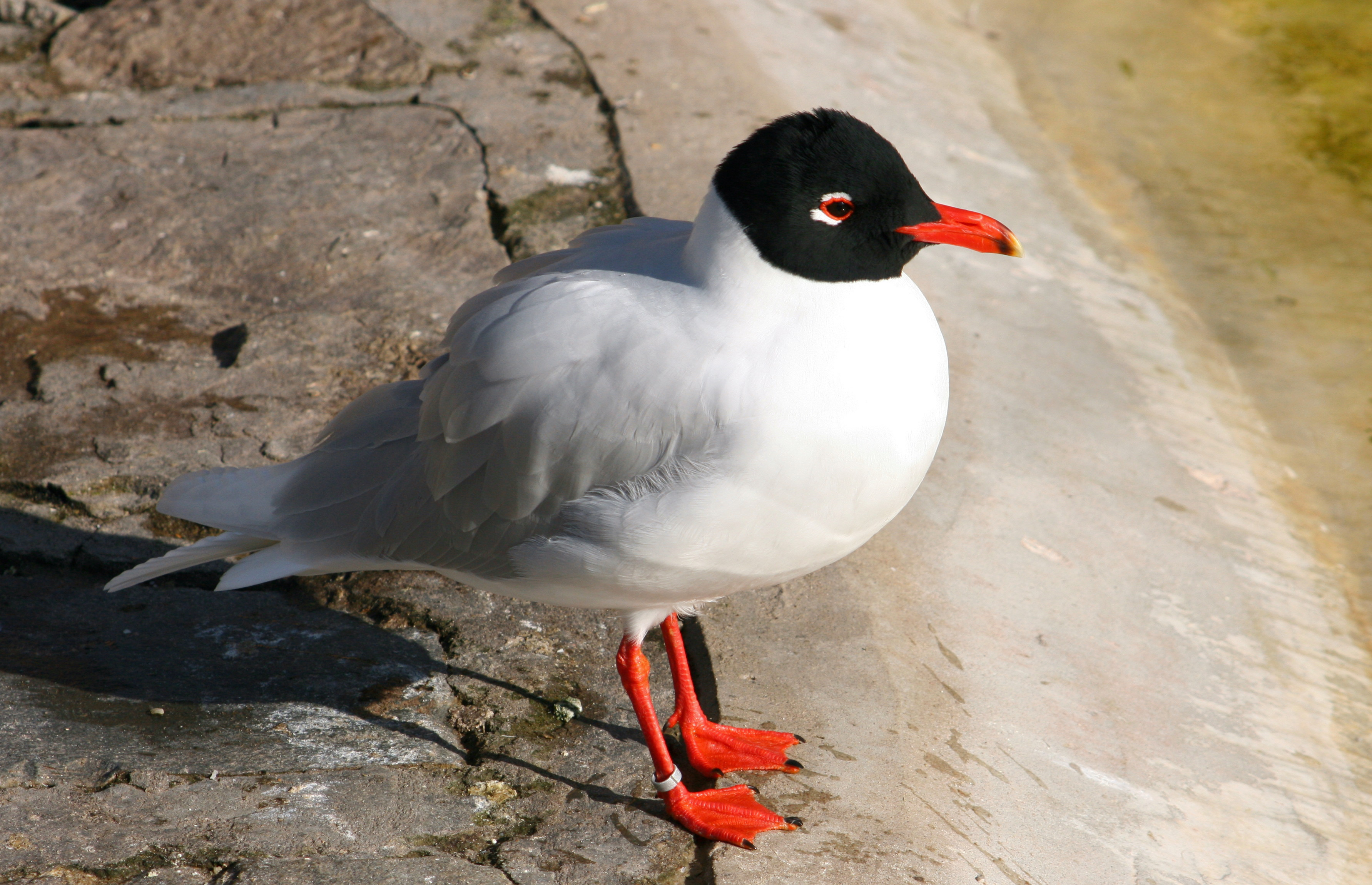
Mouette mélanocéphale.
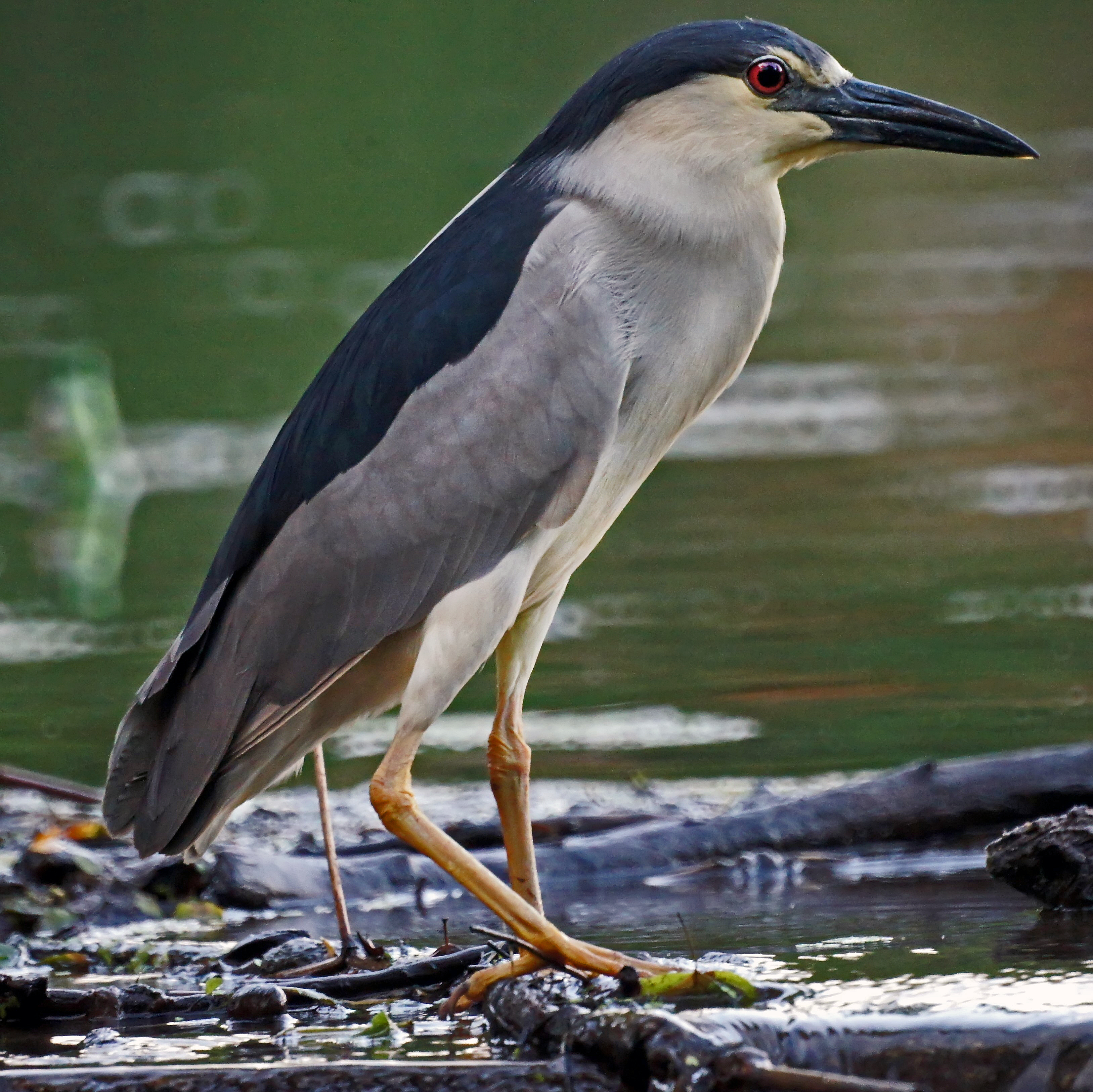
Bihoreau gris.
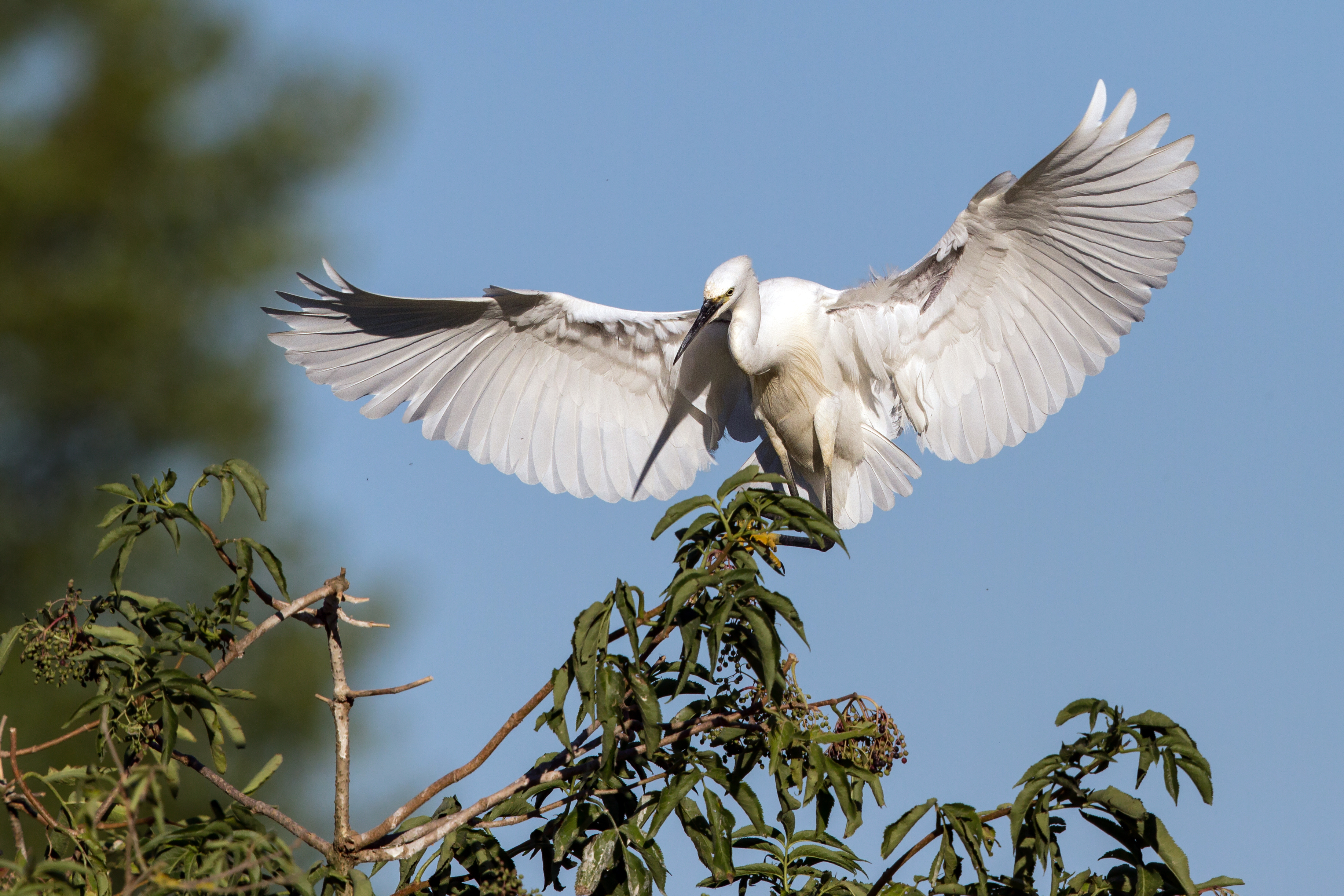
Aigrette garzette.
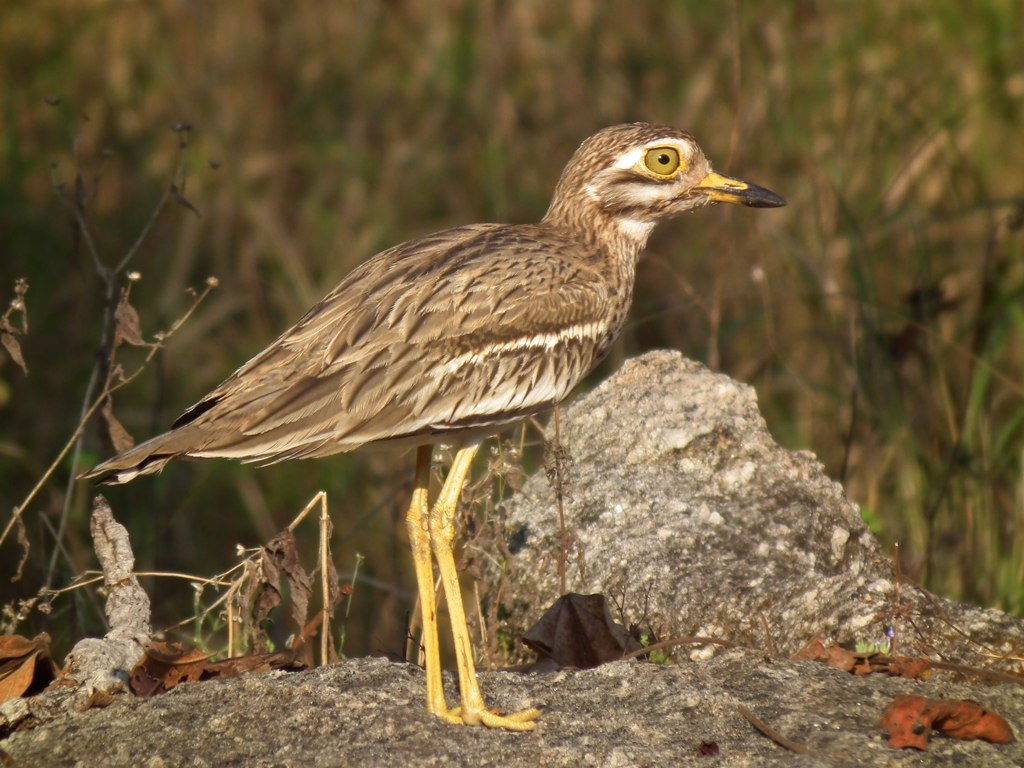
Œdicnème criard.
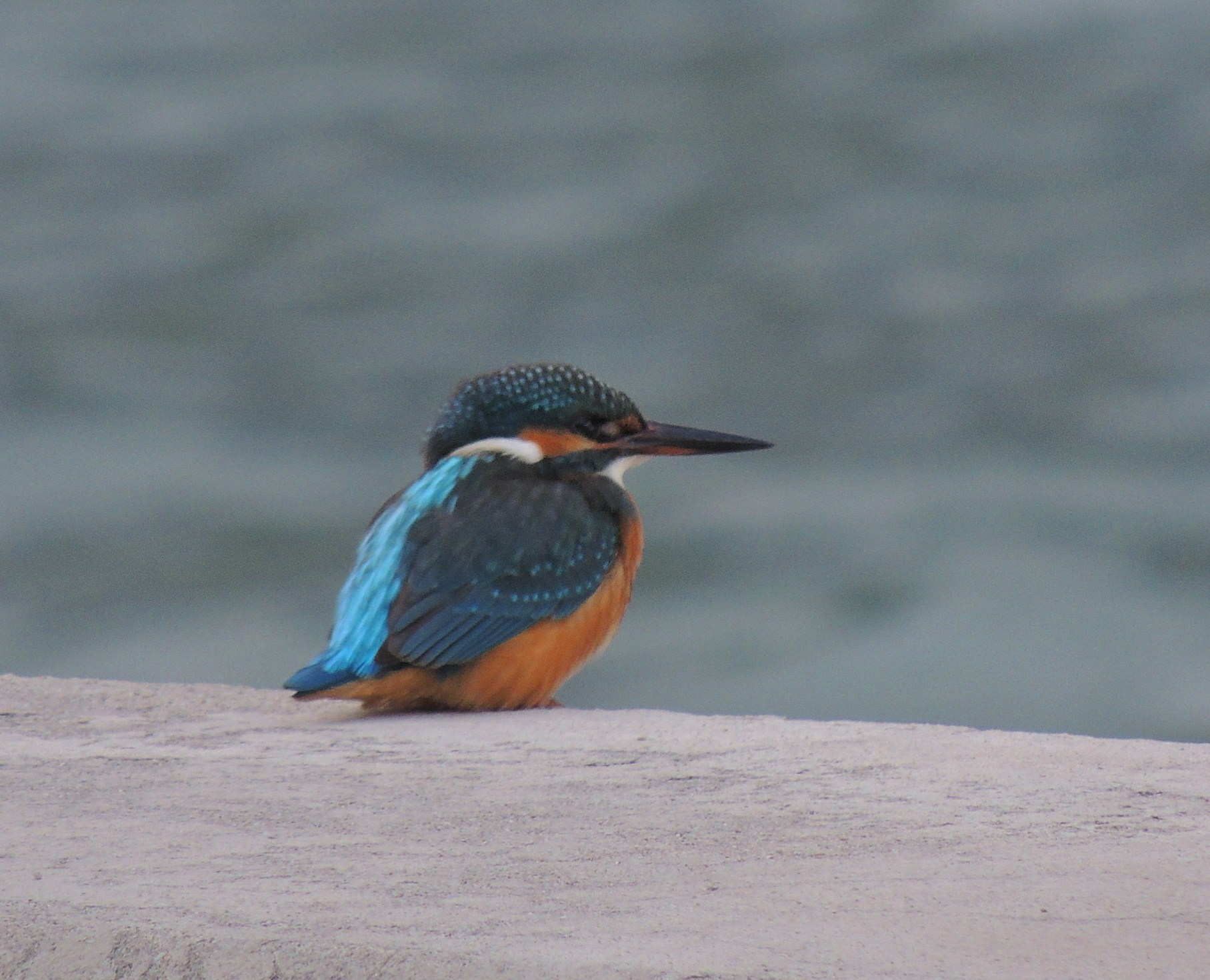
Martin-pêcheur d'Europe.

#### Zones nationales d'intérêt écologique, faunistique et floristique

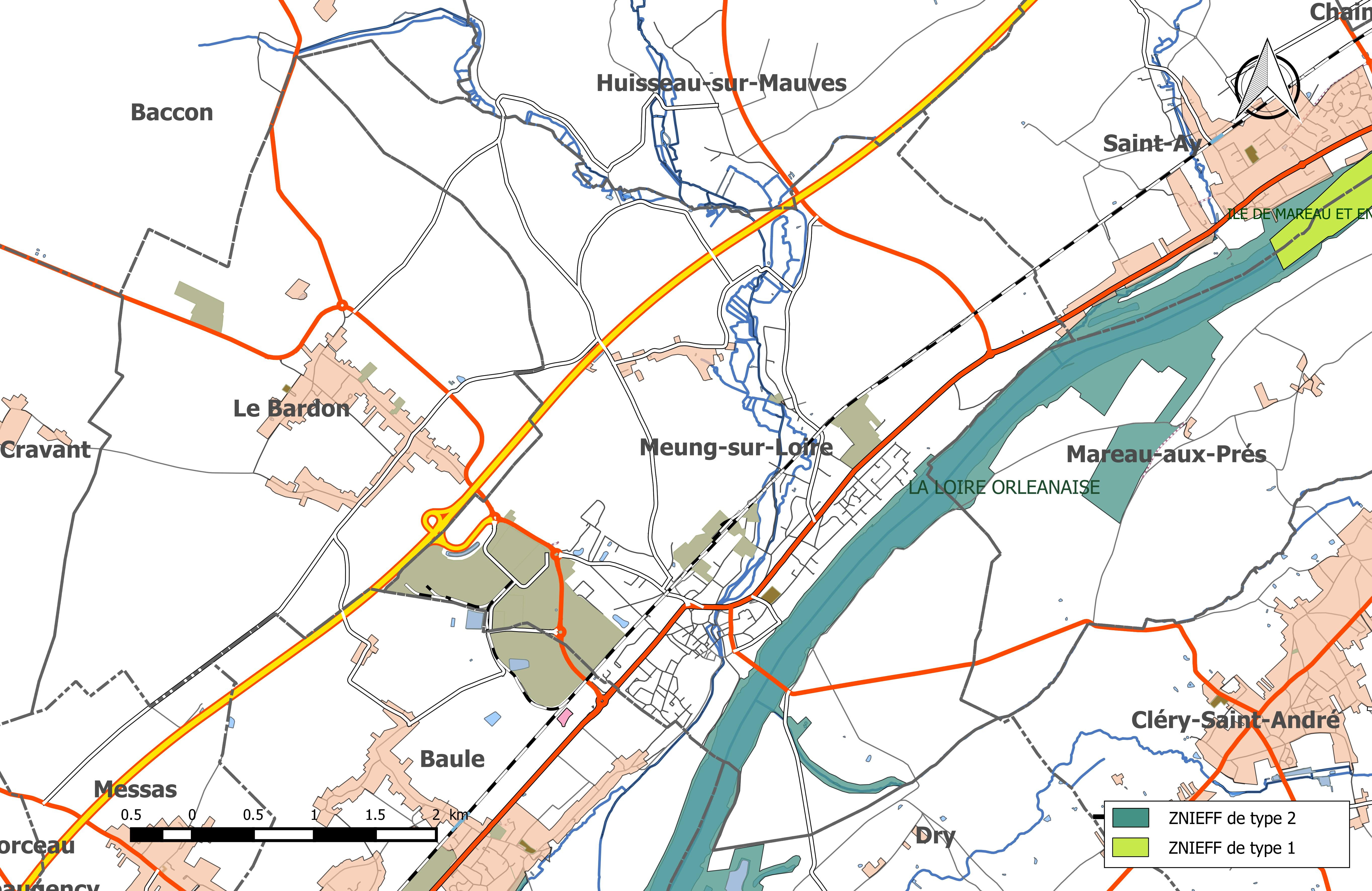
Carte des ZNIEFF de la commune et de ses abords.

L’inventaire des zones naturelles d'intérêt écologique, faunistique et floristique (ZNIEFF) a pour objectif de réaliser une couverture des zones les plus intéressantes sur le plan écologique, essentiellement dans la perspective d’améliorer la connaissance du patrimoine naturel national et de fournir aux différents décideurs un outil d’aide à la prise en compte de l’environnement dans l’aménagement du territoire. Le territoire communal de Meung-sur-Loire comprend une ZNIEFF.
| Désignation             | Type   | Superficie  | Description |
| ----------------------- | ------ | ----------- | --- |
| « La Loire orléanaise » | type 2 | 35 hectares | La zone s'étend sur 41 communes, dont 39 communes dans le Loiret et dont Meung-sur-Loire. Elle correspond à la boucle septentrionale du fleuve. Son altitude varie entre 80 et 135 m. Elle se caractérise par un lit mineur largement occupé par des îles et grèves sableuses. Ces milieux soumis au marnage annuel recèlent de multiples habitats plus ou moins temporaires. C'est pratiquement la seule section qui présente des méandres. On observe, sur les basses terrasses, quelques formations sablo-calcaires. |

Une partie des berges de la Loire est accessible aux piétons et cyclistes.

## Toponymie
In pago Magdunense (651), du Gaulois magos (marché) et dunum (forteresse); étymologie similaire à celles de Médan (Yvelines) et Mehun-sur-Yèvre (A. Dauzat), ou celles de Dun-sur-Auron, Dun-sur-Meuse, Dun-sur-Grandry.
Meung (1793), Méun (1801).

## Histoire

### Préhistoire et protohistoire
Des occupations mésolithiques sont signalées au Mousseau et à la Haute-Murée.
Une fouille archéologique préventive réalisée par l'Inrap en 2011 à l'Herbaudière, préalablement à la construction du nouveau collège Gaston Couté par le conseil général du Loiret, a permis l'étude d'un établissement protohistorique. Un petit ensemble sépulcral regroupant 8 inhumations est daté entre le milieu du Ve siècle et le milieu du IIIe siècle av. J.-C. Un établissement agricole lui succède entre le milieu du IIe siècle et le premier quart du Ier siècle av. J.-C. Cette ferme s'implante à l'intérieur d'un espace trapézoïdal délimité par des fossés doublés de talus. Cet enclos fossoyé de 80 m de long pour 60 à 75 m de largeur contenait dans son espace intérieur plusieurs bâtiments sur poteaux et diverses structures domestiques, notamment un four. La construction du nouveau collège ne permettant pas d'assurer la conservation de cet établissement protohistorique la réalisation d'une fouille archéologique préventive a été nécessaire pour en assurer l'étude préalablement à sa destruction.

### Antiquité
Le village gallo-romain s'appelait Magdunum et était situé dans une région très marécageuse.
En 408, les Alains incendient le fortin gallo-romain.

### Moyen Âge

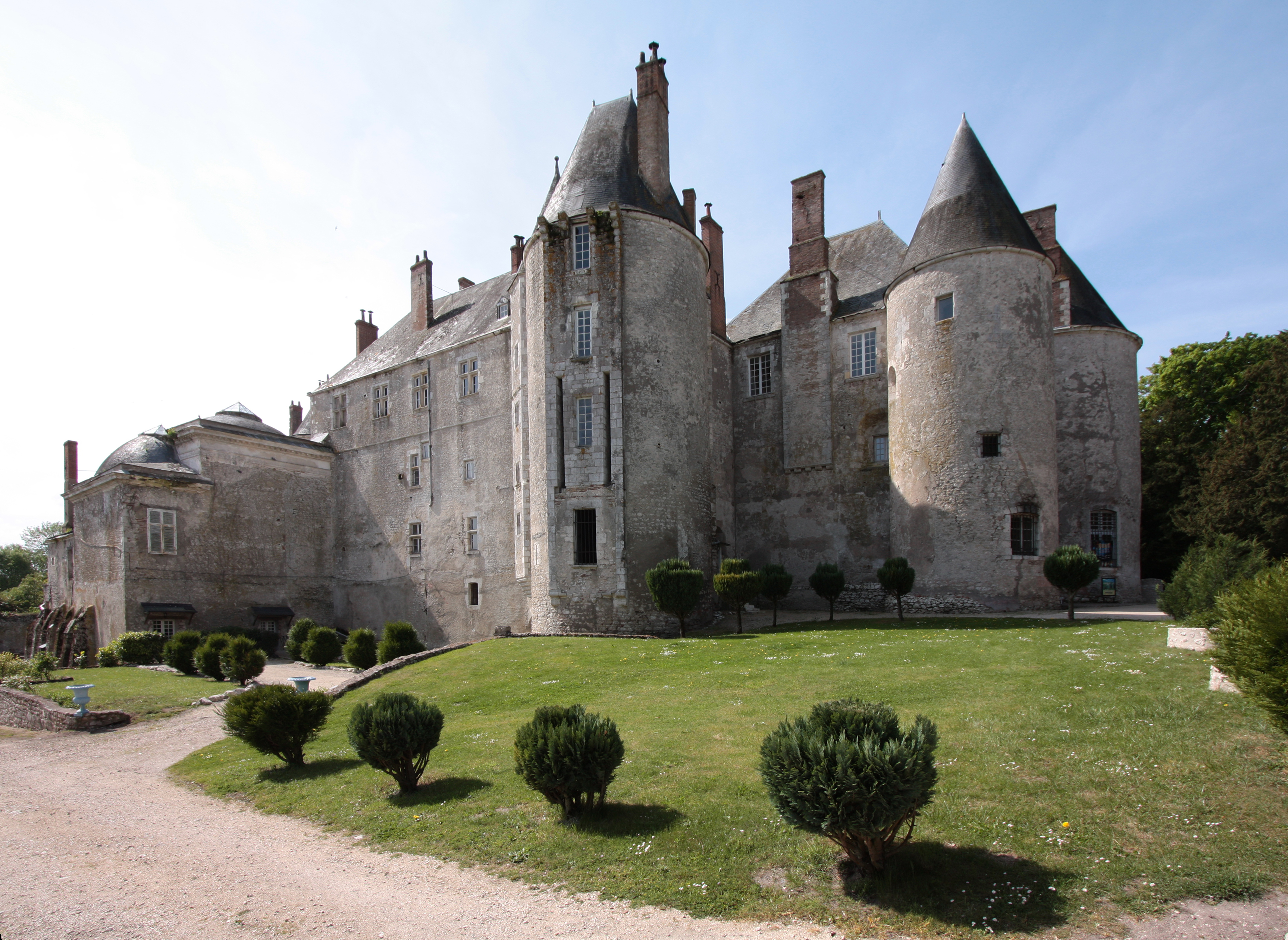
Château de Meung-sur-Loire construit au XII, puis réhabilité plusieurs fois

Dans la tradition, c'est saint Liphard (vers 520) qui fit assainir les lieux, en canalisant les cours d'eau qui devinrent les mauves. Il y construit une chapelle, devenue monastère par la suite.
En 1103, le roi Louis VI s'empare de la forteresse. Un an plus tard, les reliques de saint Liphard sont placées dans l'église. Le logis abbatial fortifié qui jouxte l'église est mis en construction durant le XIIe siècle.
Au XIIe siècle, l'église est rénovée dans le style gothique, Jeanne d'Arc vient s'y recueillir en 1429.
La bataille de Meung-sur-Loire se déroula le 15 juin 1429, ce fut une des batailles qui suivit le siège d'Orléans.

### Époque moderne
L'église est à nouveau restaurée vers 1570, au XIXe siècle et en 1985.

### Epoque contemporaine
En 1857, 38 moulins possédaient leur « droit d'eau », c'est-à-dire l'autorisation administrative de fonctionner.
Entre le 29 janvier et le 8 février 1939, plus de 2 800 réfugiés espagnols fuyant l'effondrement de la république espagnole devant les troupes de Franco, arrivent dans le Loiret. Devant l'insuffisance des structures d'accueil d’Orléans, 46 centres d’accueil ruraux sont ouverts, dont un à Meung-sur-Loire. Les réfugiés, essentiellement des femmes et des enfants (les hommes sont désarmés et retenus dans le Sud de la France), sont soumis à une quarantaine stricte, vaccinés, le courrier est limité, et le ravitaillement, s'il est peu varié et cuisiné à la française, est cependant assuré. Une partie des réfugiés rentrent en Espagne, incités par le gouvernement français qui facilite les conditions du retour, ceux préférant rester sont regroupés au camp de la verrerie des Aydes, à Fleury-les-Aubrais.

## Urbanisme

### Typologie
Au 1er janvier 2024, Meung-sur-Loire est catégorisée petite ville, selon la nouvelle grille communale de densité à sept niveaux définie par l'Insee en 2022.
Elle appartient à l'unité urbaine de Meung-sur-Loire, une agglomération intra-départementale regroupant trois  communes, dont elle est ville-centre,,. Par ailleurs la commune fait partie de l'aire d'attraction d'Orléans, dont elle est une commune de la couronne,. Cette aire, qui regroupe 136 communes, est catégorisée dans les aires de 200 000 à moins de 700 000 habitants,.

### Occupation des sols
L'occupation des sols de la commune, telle qu'elle ressort de la base de données européenne d’occupation biophysique des sols Corine Land Cover (CLC), est marquée par l'importance des territoires agricoles (64,2 % en 2018), en diminution par rapport à 1990 (72 %). La répartition détaillée en 2018 est la suivante : 
terres arables (62,2 %), zones urbanisées (14,8 %), zones industrielles ou commerciales et réseaux de communication (7,9 %), forêts (7,3 %), eaux continentales (4,5 %), zones agricoles hétérogènes (2 %), espaces verts artificialisés, non agricoles (1,3 %).
L'évolution de l’occupation des sols de la commune et de ses infrastructures peut être observée sur les différentes représentations cartographiques du territoire : la carte de Cassini (XVIIIe siècle), la carte d'état-major (1820-1866) et les cartes ou photos aériennes de l'IGN pour la période actuelle (1950 à aujourd'hui).

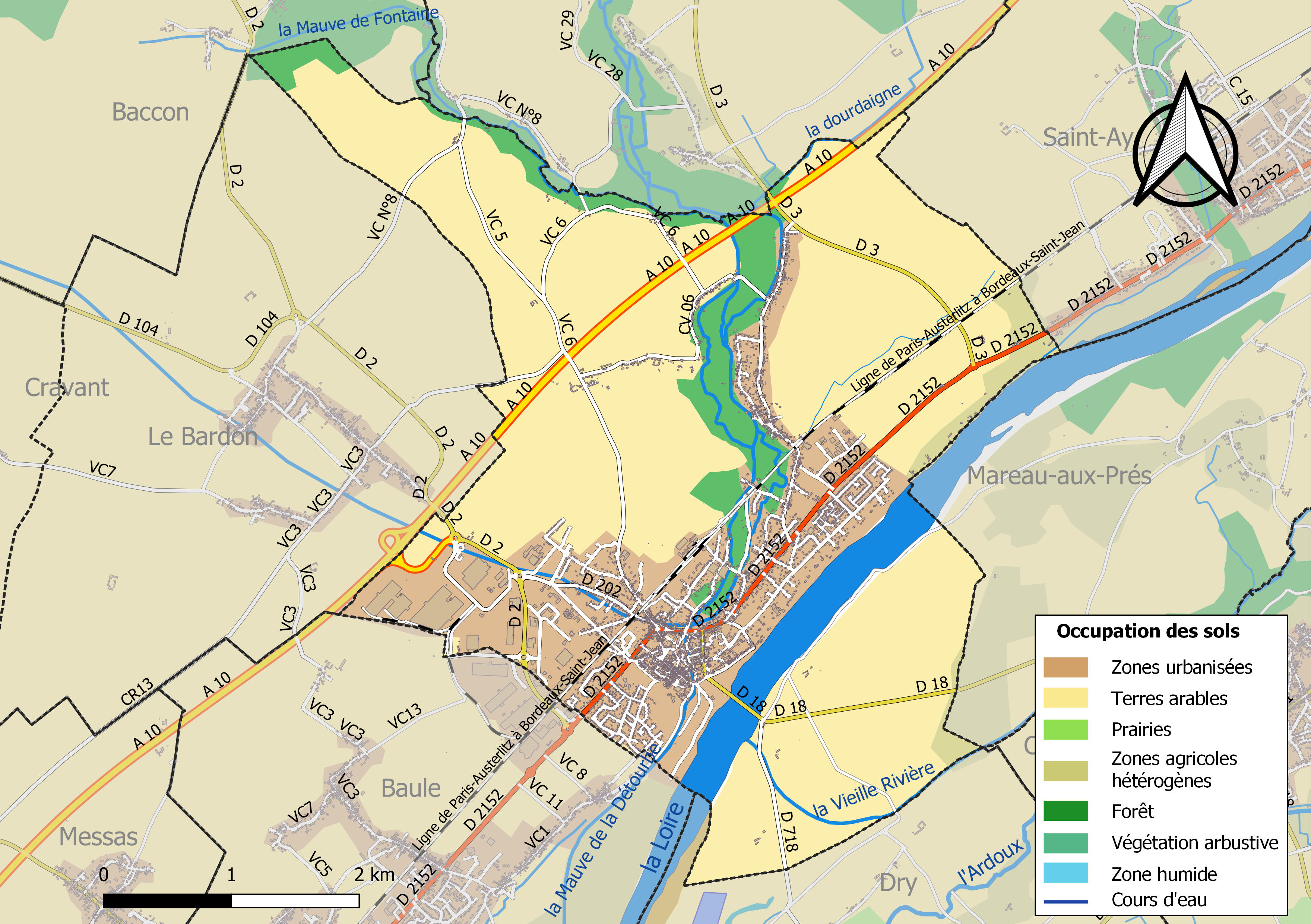
Carte des infrastructures et de l'occupation des sols de la commune en 2018 (CLC).
Carte orthophotographique de la commune en 2016.

### Planification

#### Plan local d'urbanisme
La commune prescrit l'élaboration d'un plan d'occupation des sols en octobre 1974. Le document est approuvé en octobre 1981 et révisé en février 1995.
La loi relative à la solidarité et au renouvellement urbains du 13 décembre 2000, dite loi SRU, complétée par la loi urbanisme et habitat du 2 juillet 2003, marque une évolution de la planification urbaine en créant notamment les plans locaux d’urbanisme (PLU), vecteurs de projets de territoire, appelés à se substituer progressivement aux plans d’occupation des sols. Le PLU contient deux éléments nouveaux par rapport au POS : le plan d'aménagement et de développement durable (PADD), qui exprime le projet de la ville par des orientations générales en matière d'urbanisme, de développement, d'équipement et de préservation de l'environnement et les orientations d'aménagement et de programmation (OAP) qui correspondent à des zooms qui peuvent porter sur des quartiers ou secteurs à mettre en valeur, réhabiliter, restructurer ou aménager, ou sur l'aménagement d'un espace public, etc. Dans ce cadre le conseil municipal prescrit l'élaboration d'un plan local d'urbanisme le 24 février 2005. Après l'enquête publique qui s'est déroulée en décembre 2010, le document est approuvé le 21 mars 2011. Une révision simplifiée est approuvée en juin 2013,.

#### Documents d'orientations intercommunaux
La commune est membre du Pays Loire Beauce, qui regroupe 38 communes. En 2012 les Pays Forêt d'Orléans Val de Loire, Loire Beauce et Pays Sologne Val-sud sont les seuls territoires du département du Loiret ne disposant pas de schéma de cohérence territoriale (SCoT). Compte tenu de l'intérêt de cet outil pour l'avenir des territoires, les élus de ces pays décident d'engager une démarche commune d'élaboration de SCOT. Le comité syndical du Pays Loire Beauce se prononce majoritairement en janvier 2013 pour prendre la compétence  « Elaboration, gestion et suivi du Schéma de Cohérence Territoriale » dans ses statuts. Le périmètre de SCoT à l'échelle des 38 communes composant le Pays Loire Beauce est arrêté par le Comité Syndical le 26 juin 2013. Les trois SCoT sont lancés officiellement et simultanément à La Ferté-Saint-Aubin le 21 juin 2014, l'assistance à maîtrise d'ouvrage étant confiée à un seul bureau d'études. Après étude et concertation de 2014 à 2017, le document doit être approuvé en 2018.

### Voies de communication et transports

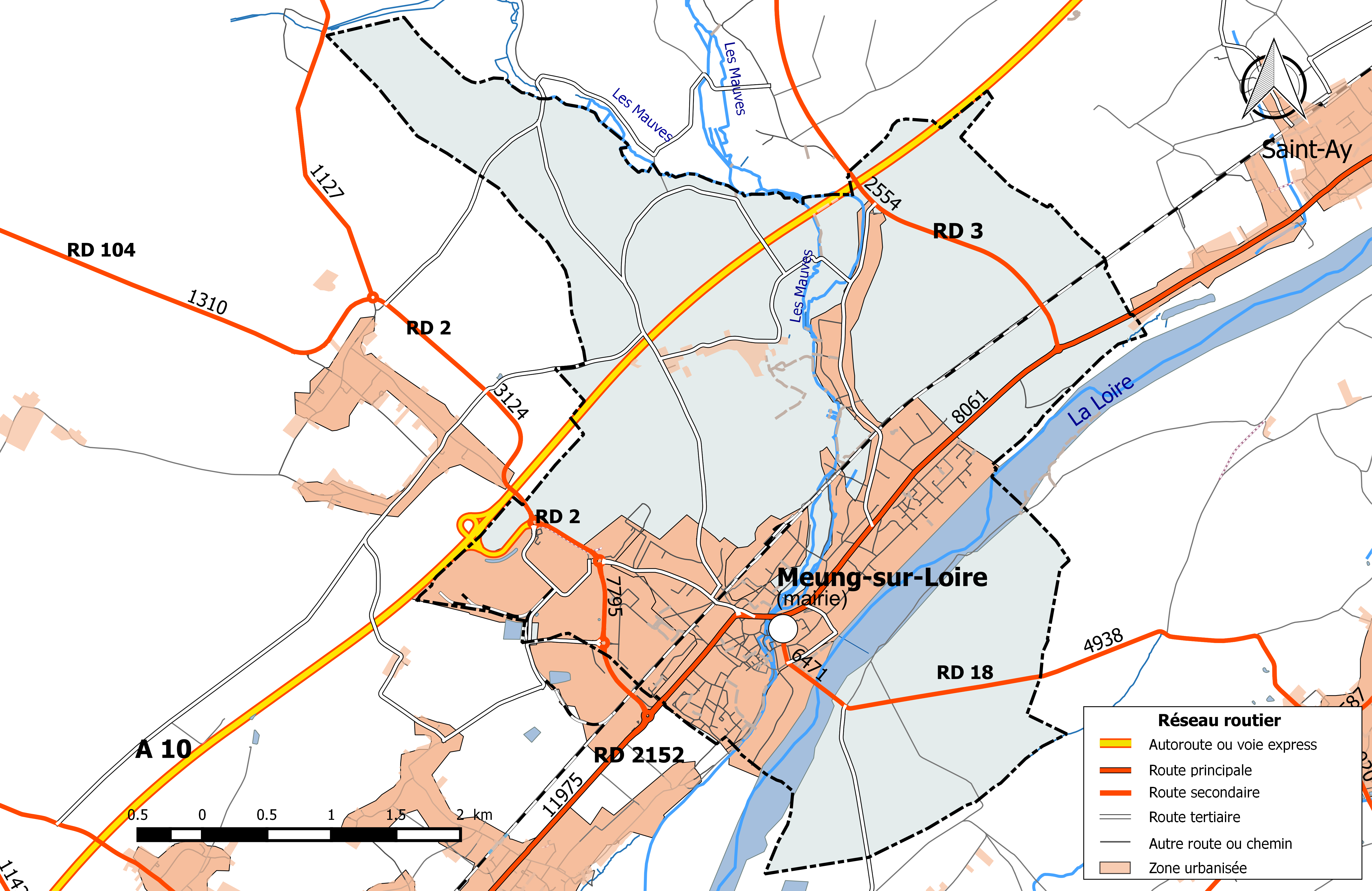
Réseau routier principal de la commune de Meung-sur-Loire (avec indication du trafic routier 2014).

#### Infrastructures routières
La commune est traversée par trois axes principaux : l'autoroute A10 et trois routes départementales (la RD 2152, la RD 2 et la RD 3).
L'autoroute A10, dite « L'Aquitaine », relie Paris à Bordeaux (au niveau de sa rocade) via Orléans, Tours, Poitiers et Niort.  L'échangeur de Meung-sur-Loire, qui constitue la sortie n°15, est situé sur le territoire communal.
La RD 2152 est une route à grande circulation. Il s'agit de l'ancienne RN 152 qui reliait Briare à Angers par la rive droite de la Loire lors de sa création en 1824, et qui succédait à la Route impériale 172. En 2005, elle est déclassée dans sa totalité et transférée au département du Loiret par arrêté préfectoral du 22 décembre 2005, consécutivement au décret du 5 décembre 2005 qui définit la nouvelle consistance du réseau routier national et qui prévoit de maintenir dans le réseau routier national que la partie la plus méridionale de la route, entre le débouché de l'A66 et l'Espagne. Cet axe traverse la commune du nord-est au sud-ouest et supporte en 2014 un trafic de 8 961 véhicules/jour au nord de l'agglomération, en direction d'Orléans, et de 11 975 au sud.
La RD 2, qui relie Baule à Épieds-en-Beauce, se raccorde à la RD 2152 à l'ouest de la commune et supporte en 2014 un trafic de 7 795 véhicules/jour.
La RD 3 (2 554 véhicules/jour) relie la commune à Rozières-en-Beauce et se raccorde quant à elle à la RD 2152 à l'est de la commune.
La RD 18 (6 471 véhicules/jour) la relie à La Ferté-Saint-Aubin et se raccorde à la RD 2152 dans le centre du bourg sous la dénomination de rue des Cordeliers. Plus au sud elle porte la dénomination de rue du Pont.
Complétant ces voies, la commune est sillonnée de plusieurs voies communales et chemins ruraux desservant ses fermes et hameaux et les bourgs environnants.

#### Transports en commun routiers
En 2016, Meung-sur-Loire est desservie par la ligne régulière n°9 du réseau d'autocars interurbains Ulys qui relie Beaugency - Meung-sur-Loire - Saint Ay - Chaingy - Orléans. Des correspondances SNCF sont assurées à la gare d'Orléans et TAO et Transbeauce à la Gare routière d'Orléans. À compter du 1er janvier 2017, la compétence des services de transports routiers interurbains, réguliers et à la demande est transférée des départements aux régions, et donc localement du département du Loiret à la région Centre-Val de Loire, consécutivement à la loi NOTRe du 7 août 2015.

#### Infrastructures ferroviaires
La commune est traversée par la ligne de Paris-Austerlitz à Bordeaux-Saint-Jean, l'une des grandes lignes de chemin de fer radiales françaises partant de Paris en direction du Sud-Ouest du pays. La gare de Meung-sur-Loire est desservie par des trains TER Centre-Val de Loire circulant entre Blois ou Tours et Orléans.

### Risques majeurs

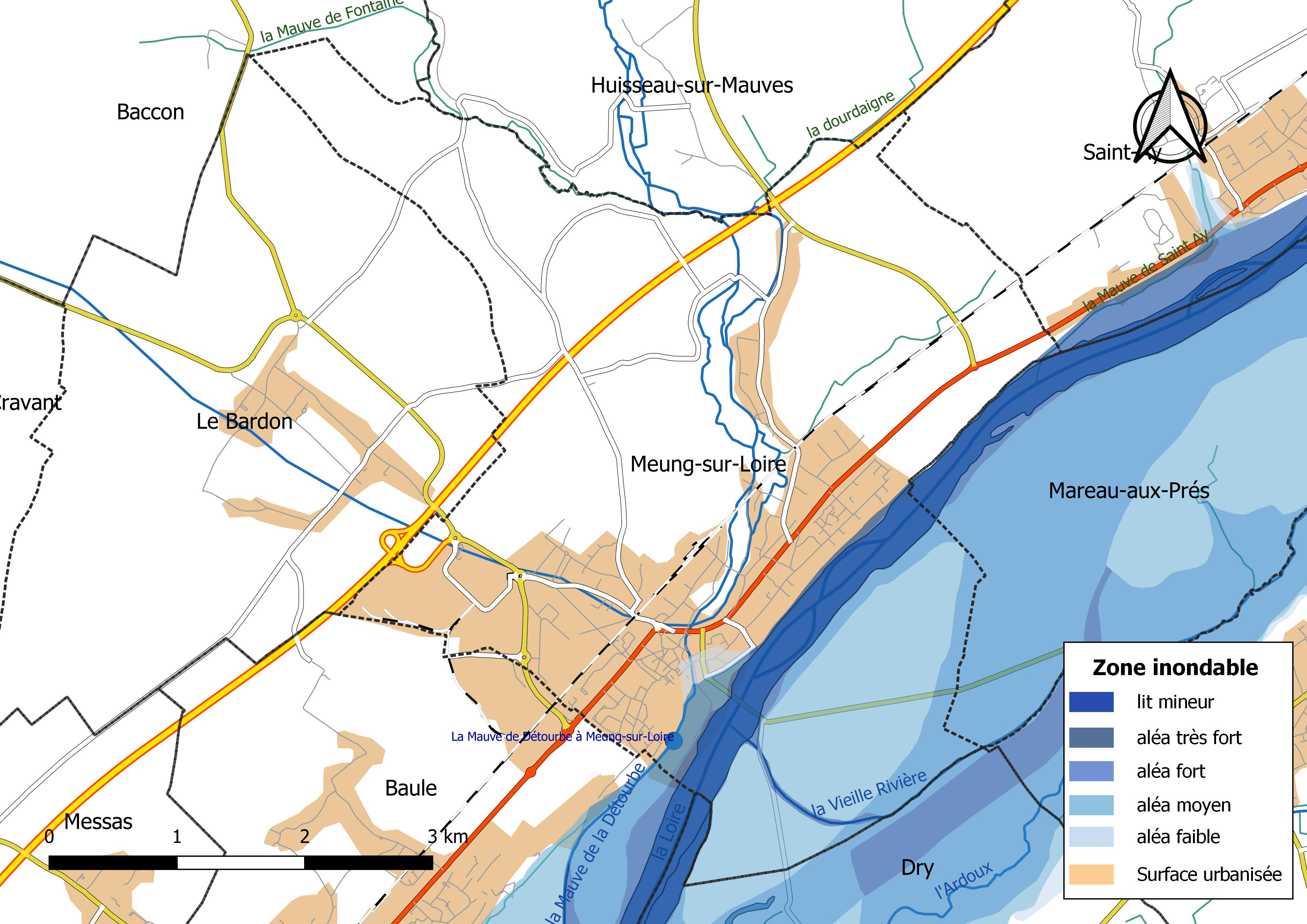
Zone inondable de la commune de Meung-sur-Loire.

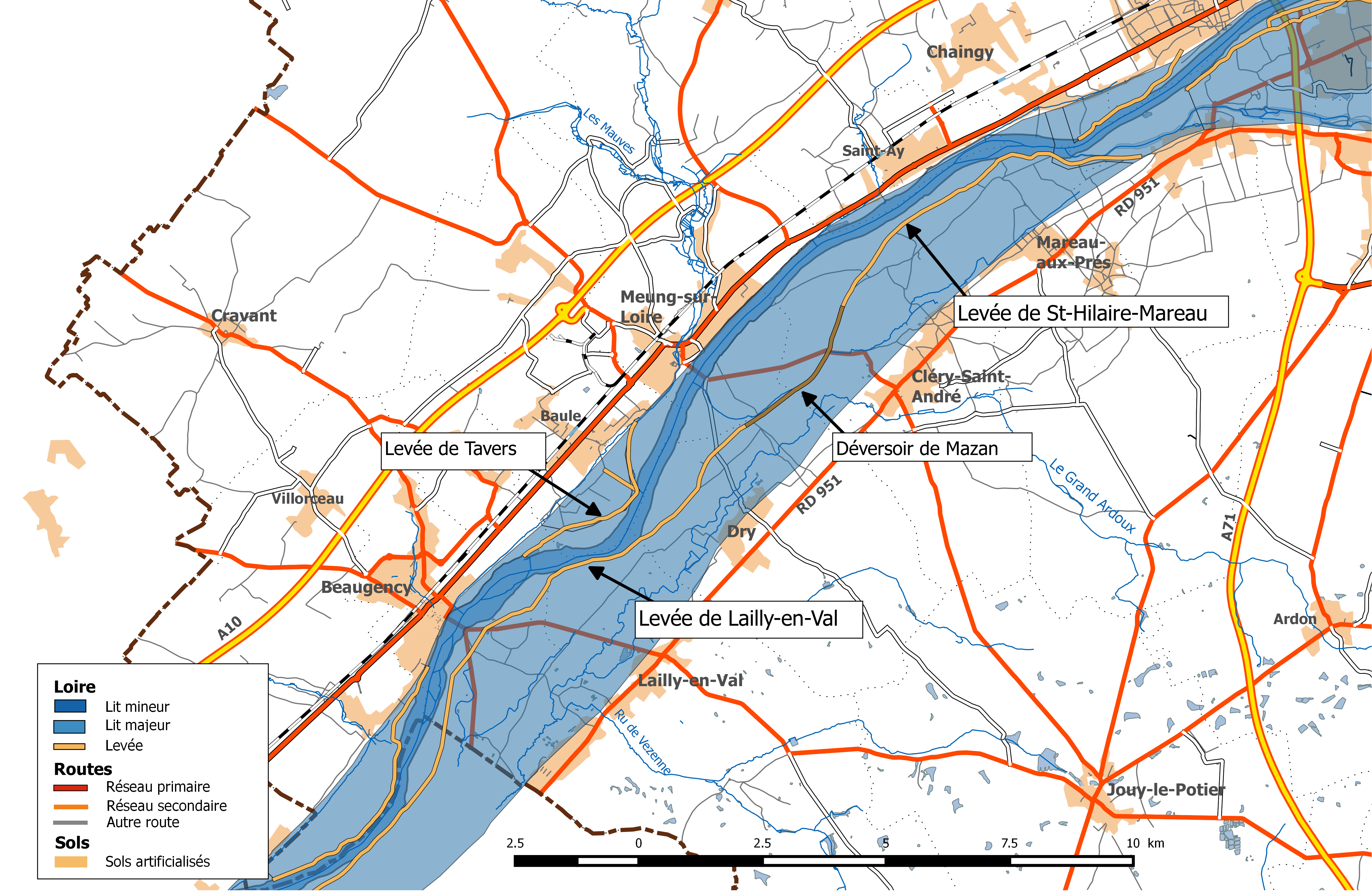
Système d'endiguement du val d'Ardoux.

La commune de Meung-sur-Loire est vulnérable à différents aléas naturels : inondations (par débordement de la Loire), climatiques (hiver exceptionnel ou canicule), mouvements de terrains ou sismique (sismicité très faible). 
Elle est également exposée à trois risques technologiques : le risque industriel et le risque industriel
. 
Entre 1989 et 2019, sept arrêtés ministériels ayant porté reconnaissance de catastrophe naturelle ont été pris pour le territoire de la commune  : deux  pour des inondations et coulées de boues et cinq pour des mouvements de terrains.

#### Risques naturels
La zone inondable de la commune fait partie du val d'Ardoux. En rive gauche, il n’y a que quelques fermes et maisons en zone inondable, le reste étant occupé par des cultures. Un cours d’eau, appelé la Vieille Rivière ”, rejoint la Loire en formant une courbe, vestige probable d’un ancien méandre de la Loire. Le bourg est situé en rive droite, sa partie centrale est en zone inondable (aléa faible). Les biens situés en zone inondable sont : une centaine de maisons, une ferme, quelques immeubles et faible), un camping, un gîte (aléa fort), un complexe sportif (courts de tennis, 3 stades, 1 piscine, terrain moyen), une sablière (aléa fort), une station d’épuration (aléa fort), une casse automobile et un terril (déchets de fonderie). Le risque d'inondation est pris en compte dans l'aménagement du territoire de la commune par le biais du Plan de prévention du risque inondation (PPRI) du val d'Ardoux, approuvé le 20 janvier 2015.
Le territoire de la commune peut également être concerné par un risque d'effondrement de cavités souterraines non connues. Une cartographie départementale de l'inventaire des cavités souterraines et des désordres de surface a été réalisée. Il a été recensé sur la commune plusieurs effondrements de cavités.
Par ailleurs, le sol du territoire communal peut faire l'objet de mouvements de terrain liés à la sècheresse. Le phénomène de retrait-gonflement des argiles est la conséquence d'un changement d'humidité des sols argileux. Les argiles sont capables de fixer l'eau disponible mais aussi de la perdre en se rétractant en cas de sècheresse. Ce phénomène peut provoquer des dégâts très importants sur les constructions (fissures, déformations des ouvertures) pouvant rendre inhabitables certains locaux. Celui-ci a particulièrement affecté le Loiret après la canicule de l'été 2003. Une grande partie du territoire de la commune est exposée à un aléa « moyen » face à ce risque, selon l'échelle définie par le Bureau de recherches géologiques et minières (BRGM).
Depuis le 22 octobre 2010, la France dispose d’un nouveau zonage sismique divisant le territoire national en cinq zones de sismicité croissante. La commune, à l’instar de l’ensemble du département,  est concernée par un risque très faible.

#### Risques technologiques
Dans le domaine des risques technologiques, une partie du territoire de la commune peut être concernée par le risque nucléaire. En cas d’accident grave, certaines installations nucléaires sont en effet susceptibles de rejeter dans l’atmosphère de l’iode radioactif. Or la commune se situe en totalité à l'intérieur du périmètre de 20 km du Plan particulier d'intervention de la centrale nucléaire de Saint-Laurent-des-Eaux. À ce titre les habitants de la commune, comme tous ceux résidant dans le périmètre proche de 20 km de la centrale ont bénéficié, à titre préventif, d'une distribution de comprimés d’iode stable dont l’ingestion avant rejet radioactif permet de pallier les effets sur la thyroïde d’une exposition à de l’iode radioactif. En cas d'incident ou d'accident nucléaire, des consignes de confinement ou d'évacuation peuvent être données et les habitants peuvent être amenés à ingérer, sur ordre du préfet, les comprimés en leur possession.
La commune est concernée par un établissement classé "site SEVESO seuil bas" de par ses activités et est exposée au risque de transport de matières dangereuses, en raison du passage sur son territoire d'un gazoduc et d'un oléoduc exploité par la société Trapil, d'une ligne de transport ferroviaire et d'itinéraires routiers structurants supportant un fort trafic (l'autoroute A10 et la route départementale D2152),.

## Politique et administration

### Découpage territorial

#### Bloc communal: Commune et intercommunalités
La paroisse et bourg de Meung-sur-Loire acquiert le statut de municipalité avec le décret du 12 novembre 1789 de l'Assemblée Nationale puis celui de « commune », au sens de l'administration territoriale actuelle, par le décret de la Convention nationale du 10 brumaire an II (31 octobre 1793). Il faut toutefois attendre la loi du 5 avril 1884 sur l'organisation municipale pour qu'un régime juridique uniforme soit défini pour toutes les communes de France, point de départ de l’affirmation progressive des communes face au pouvoir central.
Aucun événement de restructuration majeure du territoire, de type suppression, cession ou réception de territoire, n'a affecté la commune depuis sa création.
La commune de Meung-sur-Loire n'appartient à aucune intercommunalité à fiscalité propre jusqu'en 2011 et fait partie, à cette date, des 68 communes du Loiret dites « isolées »». La commune adhère à la communauté de communes du Val des Mauves lors de la création de cette intercommunalité le 7 décembre 2011. La commune appartient à d'autres établissements publics de coopération intercommunale, de type syndicats ou autres regroupements intercommunaux. Le découpage territorial de ces structures est en constante évolution dans une perspective de rationalisation et d'efficience des services. Depuis le 1er janvier 2017, la commune est membre de la communauté de communes des Terres du Val de Loire.

#### Circonscriptions de rattachement
Sous l'Ancien Régime, à la veille des États généraux de 1789, la paroisse de Meung-sur-Loire était rattachée sur le plan ecclésiastique au diocèse d'Orléans, sur le plan judiciaire au bailliage d'Orléans , sur le plan militaire au gouvernement d'Orléans et sur le plan administratif à la généralité d'Orléans,.
La loi du 22 décembre 1789 divise le pays en 83 départements découpés chacun en six à neuf districts eux-mêmes découpés en cantons regroupant des communes. Les districts, tout comme les départements, sont le siège d’une administration d’État et constituent à ce titre des circonscriptions administratives. La commune de Meung-sur-Loire est alors incluse dans le canton de Meung, le district de Beaugency et le département du Loiret.
La recherche d’un équilibre entre la volonté d’organiser une administration dont les cadres permettent l’exécution et le contrôle des lois d’une part, et la volonté d’accorder une certaine autonomie aux collectivités de base (paroisses, bourgs, villes) d’autre part, s’étale de 1789 à 1838. Les découpages territoriaux évoluent ensuite au gré des réformes visant à décentraliser ou recentraliser l'action de l'État. La régionalisation fonctionnelle des services de l'État (1945-1971) aboutit à la création de régions. L'acte I de la décentralisation de 1982-1983 constitue une étape importante en donnant l'autonomie aux collectivités territoriales, régions, départements et communes. L'acte II intervient en 2003-2006, puis l'acte III en 2012-2015. Parallèlement l'État se réforme périodiquement. La réforme de l’administration territoriale de l’État (RéATE), entrée en vigueur au 1er janvier 2010 et issue de la révision générale des politiques publiques (RGPP) est une des grandes réformes visant à simplifier l'organisation de l’État.
Le tableau suivant présente les rattachements, au niveau infra-départemental, de la commune de Meung-sur-Loire aux différentes circonscriptions administratives et électorales ainsi que l'historique de l'évolution de leurs territoires.
| Circonscription             | Nom                | Dernière période | Type de circonscription      | Évolution du découpage territorial |
| --------------------------- | ------------------ | ---------------- | ---------------------------- | --- |
| District                    | Beaugency          | 1790-1795        | Administrative               | La commune est rattachée au district de Beaugency de 1790 à 1795,. La Constitution du 5 fructidor an III, appliquée à partir de vendémiaire an IV (1795) supprime les districts, rouages administratifs liés à la Terreur, mais maintient les cantons qui acquièrent dès lors plus d'importance. |
| Canton                      | Meung              | 1790-1801        | Administrative et électorale | En 1790, lors de la création des cantons, districts et départements, la commune de Meung-sur-Loire est rattachée au canton de Meung. Les cantons sont supprimés, en tant que découpage administratif, par une loi du 26 juin 1793, et ne conservent qu'un rôle électoral. Ils permettent l’élection des électeurs du second degré chargés de désigner les députés. Ils acquièrent une fonction administrative avec la disparition des districts en 1795. |
| Canton                      | Méun               | 1801-2015        | Administrative et électorale | Sous le Consulat, un redécoupage territorial visant à réduire le nombre de justices de paix ramène le nombre de cantons dans le Loiret de 59 à 31. Meung-sur-Loire est alors rattachée au canton de Méun par arrêté du 9 vendémiaire an X (30 septembre 1801),. |
| Canton                      | Meung-sur-Loire    | 2015-            | Électorale                   | La loi du 17 mai 2013 et ses décrets d'application publiés en février et mars 2014 introduisent un nouveau découpage territorial pour les élections départementales. La commune est alors rattachée au canton de Meung-sur-Loire. Depuis cette réforme, plus aucun service de l'État n'exerce sa compétence sur un territoire s'appuyant sur le nouveau découpage cantonal. Le canton a disparu en tant que circonscription administrative de l'État ; il est désormais uniquement une circonscription électorale destinée à l'élection d'un binôme de conseillers départementaux siégeant au conseil départemental. |
| Arrondissement              | Orléans            | 1801-            | Administrative               | Meung-sur-Loire est rattachée à l'arrondissement d'Orléans depuis sa création en 1801,. |
| Circonscription législative | 2e circonscription | 2010-            | Électorale                   | Lors du découpage législatif de 1986, le nombre de circonscriptions législatives passe dans le Loiret de 4 à 5. Un nouveau redécoupage intervient en 2010 avec la loi du 23 février 2010. En attribuant un siège de député « par tranche » de 125 000 habitants, le nombre de circonscriptions par département varie désormais de 1 à 21,. Dans le Loiret, le nombre de circonscriptions passe de cinq à six. La réforme n'affecte pas Meung-sur-Loire qui reste rattachée à la deuxième circonscription. |

#### Collectivités de rattachement
La commune de Meung-sur-Loire est rattachée au département du Loiret et à la région Centre-Val de Loire, à la fois circonscriptions administratives de l'État et collectivités territoriales.

### Politique et administration municipales

#### Conseil municipal et maire
Depuis les élections municipales de 2014, le conseil municipal  de Meung-sur-Loire, commune de plus de 1 000 habitants, est élu au scrutin proportionnel de liste à deux tours (sans aucune modification possible de la liste),  pour un mandat de six ans renouvelable. Il est composé de 29 membres. L'exécutif communal est constitué par le maire, élu par le conseil municipal parmi ses membres, pour un mandat de six ans, c'est-à-dire pour la durée du mandat du conseil.

### Jumelages
- Lymm (Royaume-Uni)
- Gundelfingen (Allemagne)
- Bieruń (Pologne)

### Environnement

#### Gestion des déchets
Au 31 décembre 2016, la commune est membre du syndicat mixte intercommunal pour le ramassage et le traitement des ordures ménagères (SMIRTOM) de la région de Beaugency, créé en 1971. Celui-ci assure la collecte et le traitement des ordures ménagères résiduelles en porte à porte, des emballages ménagers recyclables en porte à porte ou en points d’apport volontaire, du verre en points d’apport volontaire et des papiers en points d’apport volontaire
. Un réseau de sept déchèteries, dont une est située sur le territoire communal, accueille les encombrants et autres déchets spécifiques (déchets verts, déchets dangereux, gravats, ferraille, cartons…). L'élimination et la valorisation énergétique des déchets est effectuée dans l'UIOM de Saran depuis 1996, exploitée par la société Orvade, filiale du groupe Véolia, par délégation de service de la communauté urbaine Orléans-Métropole.
Depuis le 1er janvier 2017, la « gestion des déchets ménagers » ne fait plus partie des compétences de la commune mais est une compétence obligatoire de la communauté de communes des Terres du Val de Loire, en application de la loi NOTRe du 7 août 2015. Dans ce nouveau cadre, le préfet du Loiret indique dans un courrier du 28 décembre 2016 aux présidents des communautés de communes concernées que le SMIRTOM de la région de Beaugency sera dissout le 30 juin 2017.

#### Production et distribution d'eau
Le service public d’eau potable est une compétence obligatoire des communes depuis l’adoption de la loi du 30 décembre 2006 sur l’eau et les milieux aquatiques. Au 31 décembre 2016, la production et la distribution de l'eau potable sur le territoire communal sont assurées par la commune elle-même. Meung-sur-Loire est alimenté en eau potable grâce à trois forages. Un premier aux Papecets, réalisé en 1930, alimente un réservoir de 500 m3, un deuxième, dans la zone industrielle des Sablons, d'une capacité de 1 000 m3, datant de 1960, et un troisième, depuis 2010, au lieu-dit des Cormiers, à deux kilomètres des Sablons.
La loi NOTRe du 7 août 2015 prévoit que le transfert des compétences « eau et assainissement » vers les communautés de communes sera obligatoire à compter du 1er janvier 2020. Le transfert d’une compétence entraîne  de  facto la mise à disposition gratuite de plein droit des biens, équipements et services publics utilisés, à la date du transfert, pour l'exercice de ces compétences et la substitution de la communauté dans les droits et obligations des communes,.

#### Assainissement
La compétence assainissement, qui recouvre obligatoirement la collecte, le transport et l’épuration des eaux usées, l’élimination des boues produites, ainsi que le contrôle des raccordements aux réseaux publics de collecte, est assurée  par la commune elle-même.
La commune est raccordée à une station d'épuration située sur le territoire communal, mise en service le 1er janvier 2003 et dont la capacité nominale de traitement est de  10 000 EH, soit 2 000 m3/jour. Cet équipement utilise un procédé d'épuration biologique dit « à boues activées ». Son exploitation est assurée en 2017 par Véolia Eau Olivet,.
L’assainissement non collectif (ANC) désigne les installations individuelles de traitement des eaux domestiques qui ne sont pas desservies par un réseau public de collecte des eaux usées et qui doivent en conséquence traiter elles-mêmes leurs eaux usées avant de les rejeter dans le milieu naturel. Depuis le 1er janvier 2017, la Communauté de communes des Terres du Val de Loire assure le service public d'assainissement non collectif (SPANC), après la fusion des communautés de communes  du Val des Mauves, du Canton de Beaugency, du Val d'Ardoux et de la Beauce oratorienne située dans le Loir-et-Cher qui l'assuraient auparavant. Celui-ci a pour mission de vérifier la bonne exécution des travaux de réalisation et de réhabilitation, ainsi que le bon fonctionnement et l’entretien des installations.

## Population et société

### Démographie
L'évolution du nombre d'habitants est connue à travers les recensements de la population effectués dans la commune depuis 1793. Pour les communes de moins de 10 000 habitants, une enquête de recensement portant sur toute la population est réalisée tous les cinq ans, les populations de référence des années intermédiaires étant quant à elles estimées par interpolation ou extrapolation. Pour la commune, le premier recensement exhaustif entrant dans le cadre du nouveau dispositif a été réalisé en 2008.
En 2022, la commune comptait 6 621 habitants, en évolution de +4,2 % par rapport à 2016 (Loiret : +1,89 %, France hors Mayotte : +2,11 %).
| 1793  | 1800  | 1806  | 1821  | 1831  | 1836  | 1841  | 1846  | 1851  |
| ----- | ----- | ----- | ----- | ----- | ----- | ----- | ----- | ----- |
| 4 500 | 4 418 | 4 484 | 4 976 | 4 630 | 4 653 | 4 515 | 4 603 | 4 646 |

| 1856  | 1861  | 1866  | 1872  | 1876  | 1881  | 1886  | 1891  | 1896  |
| ----- | ----- | ----- | ----- | ----- | ----- | ----- | ----- | ----- |
| 5 065 | 3 660 | 3 677 | 3 520 | 3 624 | 3 435 | 3 489 | 3 373 | 3 210 |

| 1901  | 1906  | 1911  | 1921  | 1926  | 1931  | 1936  | 1946  | 1954  |
| ----- | ----- | ----- | ----- | ----- | ----- | ----- | ----- | ----- |
| 3 087 | 3 048 | 3 054 | 2 949 | 3 077 | 3 208 | 3 164 | 3 201 | 3 441 |

| 1962  | 1968  | 1975  | 1982  | 1990  | 1999  | 2006  | 2008  | 2013  |
| ----- | ----- | ----- | ----- | ----- | ----- | ----- | ----- | ----- |
| 3 718 | 4 116 | 4 601 | 5 604 | 5 993 | 6 254 | 6 152 | 6 122 | 6 129 |

| 2018  | 2022  | - | - | - | - | - | - | - |
| ----- | ----- | - | - | - | - | - | - | - |
| 6 527 | 6 621 | - | - | - | - | - | - | - |

### Manifestations culturelles et festivités
- Le Printemps des poètes en mars ;
- Festival de musique "Festicolor"[130], le dernier week-end de mai ou début juin ;
- Les Journées Gaston Couté, ensemble de manifestations autour du poète disparu en 1911, en septembre ;
- La foire de la Saint-Martin en novembre ;
- Petites formes mouvantes et émouvantes en novembre ;
- Ciné nuits d'automne, festival de films musicaux en novembre.

## Culture locale et patrimoine

### Lieux et monuments

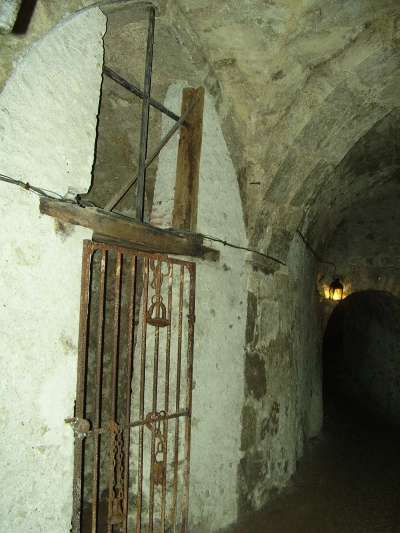
Le cachot du château de Meung-sur-Loire.

- Depuis 2006, une part importante du territoire communal est couverte par une zone de protection du patrimoine architectural, urbain et paysager (ZPPAUP)[131]. Elle comprend le centre historique et la vallée des Mauves.
- La collégiale Saint-Liphard (ou Saint-Lifard), du XIe au XIIIe siècle, bâtie sur la tombe du saint, est un édifice comportant des parties romanes. Le clocher est adossé à une tour fortifiée, dite Manassès de Garlande. Le plan de l'église est en "trèfle" (trois absides semi-circulaires) ce qui n'est pas habituel dans la région. Elle contient un orgue (de 18 jeux, 2 claviers et pédalier) reconstruit par Haerpfer-Erman en 1971. L'église est classée Monument Historique sur la liste de 1840[132].
- Le château de Meung-sur-Loire, résidence de campagne des évêques d'Orléans, voisin de la collégiale, a été construit et détruit à plusieurs reprises. Les parties existantes les plus anciennes datent du XIIe siècle et furent bâties par Manassès de Seignelay (évêque de 1207 à 1221). Subsiste actuellement le corps principal de forme rectangulaire, flanqué de trois tours (la dernière ayant été détruite). Il fut occupé par les Anglais lors de la guerre de Cent Ans. La façade postérieure fut reconstruite de style classique par Louis-Gaston Fleuriau d'Armenonville (évêque de 1713 à 1733). Le château se caractérise également par la présence de souterrains comportant des cachots, une chapelle et où sont visibles différents instruments de torture médiévaux dont l'un servait pour le "supplice à l'eau". Le château est classé Monument Historique depuis 2004 tandis que son parc est site naturel classé depuis 1942[133].
- Le château du Mariau.
- La porte d'Amont est le seul reste des fortifications ayant cerné la ville. Elle date de 1629. Elle comporte une horloge dont un des cadrans compte 61 minutes ! Édifice inscrit en 1925 à l'inventaire supplémentaire des monuments historiques[134].
- Le Musée municipal dédié à Gaston Couté ainsi qu'à François Quatrehomme, un archéologue et paléontologue amateur local.
- L’arboretum des Prés de Culands, créé en 1987, comporte une collection importante de houx (Conservatoire national d'ilex). Il est labellisé Jardin remarquable[135].En 2015 il est mis en vente pour cause de départ à la retraite de son propriétaire[136].
- Les mauves comportent sur leurs rives de nombreux moulins (près de 29 édifices, à farine, à papier ou "à tan" pour la tannerie). Toute activité liée à la meunerie a désormais cessé.
- Le musée de l'Escrime, ou musée van Oeveren, est situé dans le château de Bel-air[137].
- Sur le quai Jeanne-d'Arc, le buste de Gaston Couté et la statue en pierre de Jean de Meung, ainsi que le buste en bronze de ce dernier place du Maupas.

### Patrimoine mondial de l'Unesco
Le 30 novembre 2000, le Val de Loire, dans son cours moyen de Sully-sur-Loire (Loiret) à Chalonnes-sur-Loire (Maine-et-Loire), est inscrit sur la Liste du patrimoine mondial de l'organisation des Nations unies pour l'éducation, la science et la culture (UNESCO) comme « paysage culturel ». Cette inscription reconnaît au site une « valeur universelle exceptionnelle » fondée sur la densité de son patrimoine monumental, architectural et urbain, l'intérêt du paysage fluvial et la qualité exceptionnelle d’expressions paysagères héritées de la Renaissance et du Siècle des Lumières. Toute altération de la V.U.E. est considérée comme une perte pour la mémoire de l’Humanité.
Le préfet de la région Centre, préfet coordonnateur, approuve le plan de gestion pour le Val de Loire patrimoine mondial par arrêté en date du 15 novembre 2012. Trente-cinq communes du Loiret sont concernées, dont Meung-sur-Loire qui a une frange de son territoire inscrite et le reste en zone tampon.

### Personnalités liées à la commune
- Baudri de Bourgueil (v. 1046-1130), chroniqueur et homme d'église, né à Meung. Il est l'auteur en latin d'une Histoire des croisades, en prose, la conquête de l'Angleterre, en vers ;
- Jean de Meung (v. 1240-v. 1305), poète français né à Meung, est l'un des auteurs du Roman de la rose. Deux statues lui rendent hommage dans la ville[139] ;
- Thomas Montaigu ou Thomas Montacute (en anglais) (1388–Meung-sur-Loire, 3 novembre 1428), 4e comte de Salisbury, fut l'un des commandants anglais pendant la guerre de Cent Ans ;
- François Villon (1431-1463), poète français, jeté dans un cul-de-basse-fosse près du château de Meung en 1461 ;
- Simon de Phares, né en 1444 à Châteaudun, était un astrologue et astronome dont la famille était originaire de Meung-sur-Loire (il se prétendait descendant de Jean de Meung) ;
- Louis Sextius Jarente de La Bruyère (1706-1788), évêque d'Orléans, se retira au château de Meung et y mourut ;
- Jean-Auguste-Dominique Ingres (1780-1867), peintre néo-classique français, y séjournait régulièrement entre 1853 et 1866, ayant acquis une résidence sur la commune ;
- Eugène Villette, (1826-1895), photographe, né à Meung-sur-Loire ;
- Paul Le Gavrian (1832-1901), industriel et homme politique né à Meung-sur-Loire, député du Nord de 1885 à 1898.
- Louis Ernest Ladurée (1836-1904), boulanger-pâtissier français à l'origine de la maison Ladurée, dont les ancêtres et le père étaient de Meung-sur-Loire[140];
- Gaston Couté (1880-1911), poète libertaire et chansonnier français, passa son enfance et fut inhumé à Meung. Un musée de la commune lui est consacré ;
- Alain Corneau (1943-2010), réalisateur français né à Meung-sur-Loire[141] ;
- Goudji, sculpteur et orfèvre français né en 1941, créa et réalisa la « couronne de lumière » de la collégiale Saint-Liphard de Meung-sur-Loire en 2004 ;
- Chantal Desbordes, première femme amirale de France, y est née en 1948.
- Cha, dessinatrice de bande dessinée, née en 1982, y passa une partie de son enfance.
- Marie-Claire Chevalier (1955-2022), femme française notamment célèbre pour avoir été défendue par Gisèle Halimi dans le cadre du procès de Bobigny, y est née[142].